# Nicosia
Nicosia (en griego: Λευκωσία, pronunciado /lefko'sia/) es la ciudad más grande de la isla de Chipre. Situada sobre el río Pedieos, y al igual que la isla, la ciudad de Nicosia también está dividida: la parte sur es la capital de la República de Chipre, y la parte norte es la capital del Estado no reconocido por la ONU de Chipre del Norte. En los tiempos antiguos, la ciudad fue conocida como Ledra, y era uno de los doce reinos antiguos de la isla de Chipre. Nicosia ha sido la capital de la isla por más de mil años, y fue conquistada por los francos, los venecianos, los turcos y el Imperio británico. 
El centro histórico de Nicosia está encerrado dentro de un gran muro medieval construido por los venecianos. Ese muro es hoy el monumento más conocido de la ciudad. Las puertas y los bastiones de ese muro hoy albergan edificios importantes, como el Ayuntamiento. La parte norte de la ciudad está ocupada por el gobierno turco chipriota, y funciona como capital de Chipre del Norte, un Estado solo reconocido por Turquía. Nicosia es hoy una de las capitales dividida del mundo.
La parte sur de la ciudad se desarrolla con un ritmo rápido y tiene un nivel de vida de los más altos en el mundo. Además, es la sede de la Universidad de Chipre y de otras tres universidades privadas.

## Toponimia
El término de Nicosia comienza a usarse durante la ocupación de la isla en el siglo XII por los templarios, quienes eran incapaces de pronunciar «Kallinikisis» —nombre de la ciudad durante esa época—, por lo que la comenzaron a llamar Nicosia.
Localmente se usa Leukosia o Lefkosia, que significa «ciudad blanca». Lefkoşa, su forma en turco data de los tiempos del Imperio otomano, y está atestiguada por primera vez en 1570.-
Hay dos posibles orígenes del nombre griego Leukosia. Puede provenir de Leukos, hijo de Ptolomeo I de Egipto, quien reconstruyó la ciudad en el siglo III a. C. , o dado que el término lefki significa "blanco" podría hacer referencia a los abundantes álamos blancos del río Pedieos, o incluso a la ninfa Leucótea ("diosa blanca").

## Historia

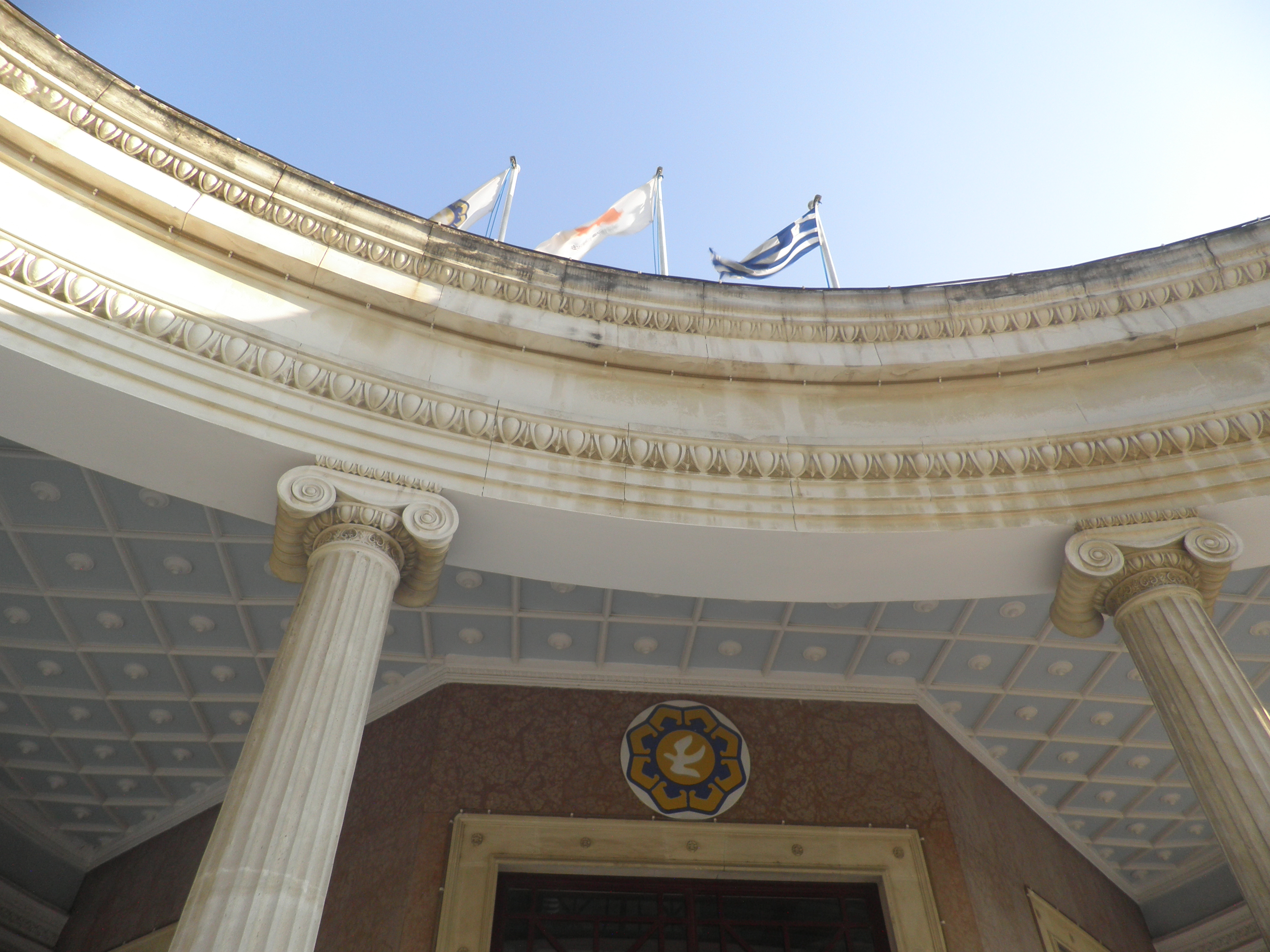
Escudo de Nicosia: edificio del Ayuntamiento: Plaza de la Libertad.

Nicosia fue fundada por los aqueos, provenientes de la región de la península de Peloponeso, llamada Acaya (en griego clásico Ἀχαΐα, Achaïa; griego moderno Αχαΐα), después de la Guerra de Troya.
Conocida como Ledra o Ledrae en tiempos antiguos, la ciudad fue la sede de los reyes de la Casa de Lusignan desde 1192. Pasó a formar parte de la República de Venecia en 1489 y cayó en manos de los turcos en 1571. 
Nicosia sufrió un período de extrema violencia antes de independizarse, y desde la invasión turca en 1974, parte de la zona norte de la ciudad ha estado dentro de los límites de una zona vigilada por la ONU en la llamada Línea Verde o "línea Atila".

Pese a las devastaciones provocadas por los invasores turcos,[cita requerida] Nicosia, como las otras principales ciudades de Chipre, conserva restos arqueológicos griegos ya desde el llamado período "arcaico". A estos se suman las interesantes arquitecturas góticas edificadas por los erróneamente denominados "francos" o "latinos" a partir de las cruzadas y hasta la ocupación turca. Entre estas edificaciones se destaca la catedral de Nicosia de estilo gótico.

## Política

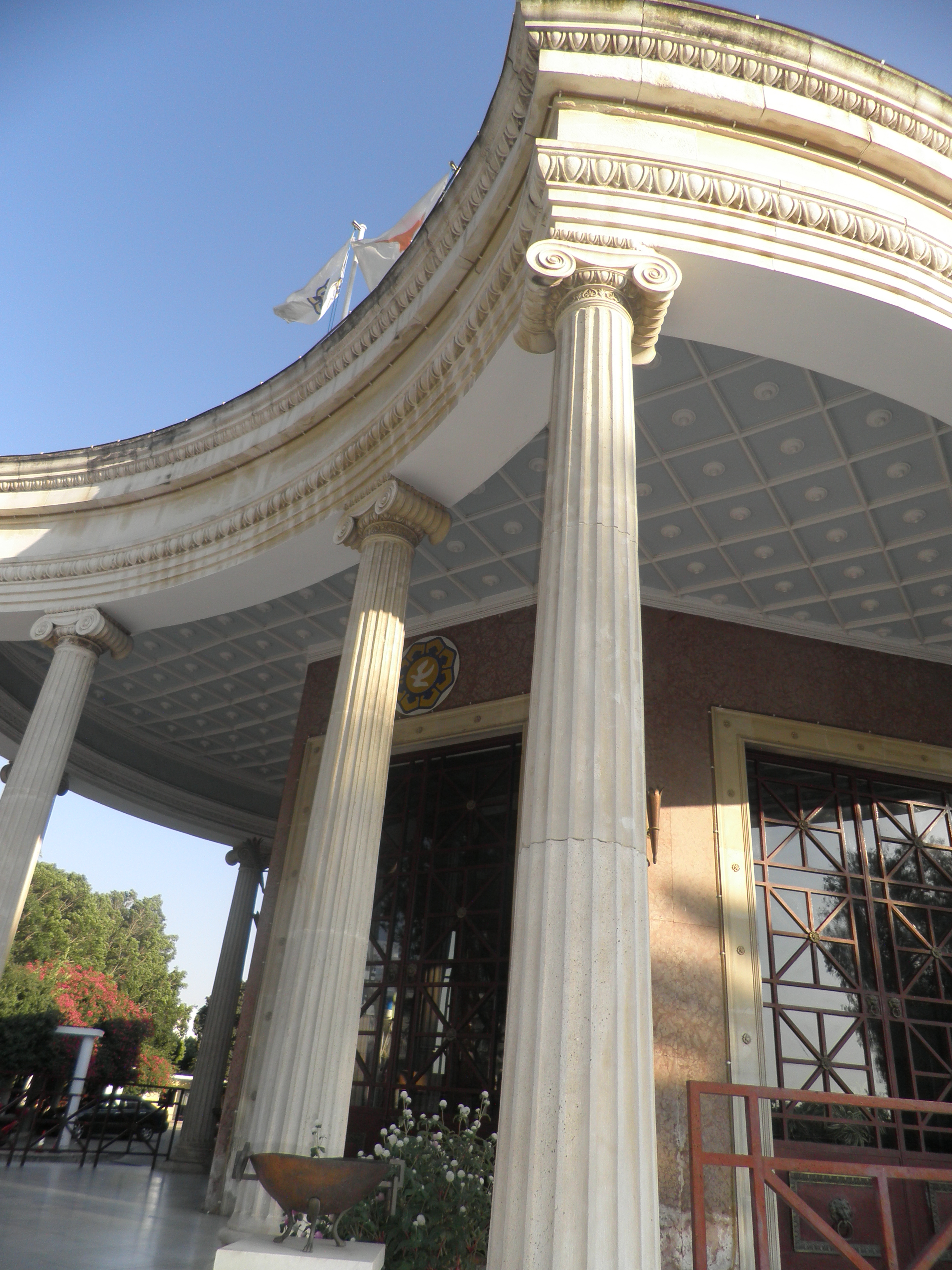
Edificio del Ayuntamiento de Nicosia

Como capital de la república, Nicosia es el centro político, económico y cultural de Chipre. El área de la Gran Nicosia está dividida en siete municipios, pero la autoridad metropolitana es el propio municipio de Nicosia -dentro de cuyos límites establece la Constitución que deben estar los principales edificios gubernamentales. Los demás municipios en la ciudad son Strovolos, Lakatamia, Latsia, Aglandjia, Engomi y Dhometios Agios. Según la Constitución de Chipre, la ciudad de Nicosia se dividió en un sector griego y turco, con dos alcaldes: un representante de la comunidad griega, que era la mayoría, y una segunda representación de la comunidad turca. Los alcaldes y los miembros del Consejo son nombrados por el Presidente de la República. Desde 1986, se eligió a los alcaldes y los miembros del Consejo. El alcalde y los concejales son elegidos por sufragio popular directo, pero en votaciones separadas -una para el alcalde y el otro para todos los concejales. Las elecciones municipales se celebran cada cinco años.
El Municipio de Nicosia está ahora liderado por la alcaldesa Eleni Mavrou (miembro anteriormente del partido comunista AKEL), apoyado por su propio partido político, el Partido Socialista EDEK y el Partido Democrático. El Consejo está compuesto de 26 concejales, uno de los cuales es teniente de alcalde. El sector norte, por su parte, tiene su propio municipio desde 1958. Ayuntamientos separados para las comunidades grecochipriota y turcochipriota habían sido establecidos por la administración colonial británica antes de la fundación de  la República de Chipre. Hoy el Ayuntamiento turco de Nicosia sirve como el Ayuntamiento de Nicosia Norte, parte de la República Turca del Norte de Chipre.
El alcalde y los concejales ejercen todos los poderes conferidos por la Ley de Sociedades Municipales. Los sub-comités integrados por los miembros del Consejo Municipal actúan solo en un nivel de asesoramiento y de acuerdo a los procedimientos y regulaciones emitidas por el Consejo.
El alcalde es la autoridad ejecutiva del municipio, ejerce un control general y gestiona el Consejo Municipal. El Consejo es responsable del nombramiento del personal contratado por el municipio. Todos los municipios de la República de Chipre son miembros de la Unión de Municipios de Chipre. El Comité Ejecutivo es el órgano de gobierno de la Unión. Este Comité es designado de entre los representantes de los municipios por un período de dos años y medio. El alcalde de Nicosia es el presidente de la Unión y el presidente del Comité Ejecutivo.

## Monumentos de Nicosia

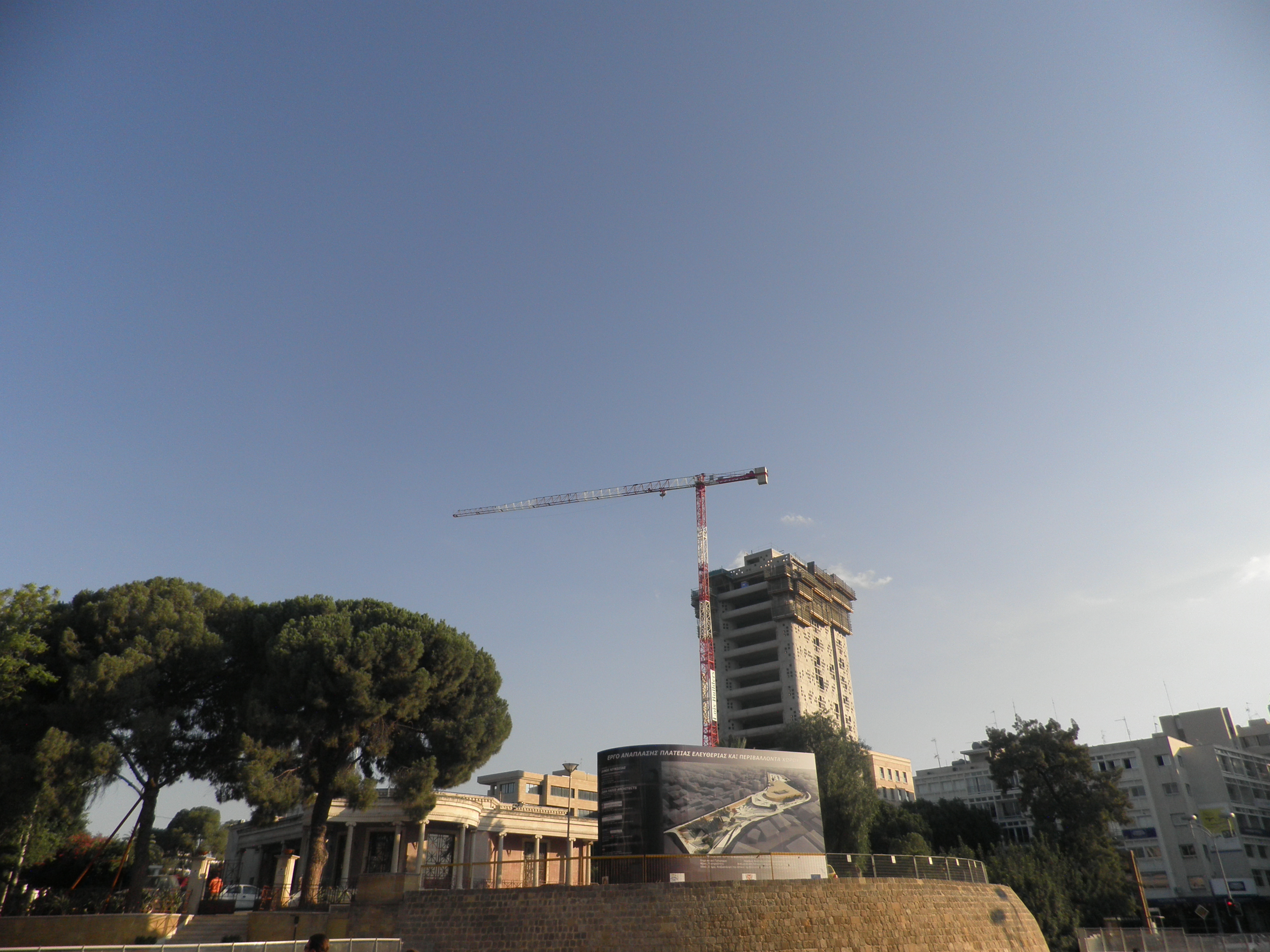
Edificio del Ayuntamiento, Muro Veneciano y Torre 25 (Tower 25) de Jean Nouvel en el fondo.

- Puerta de Famagusta: Es una de las puertas del muro veneciano que rodea la parte histórica de la ciudad, que junto con sus aposentos hoy en día es un importante centro cultural. Llamada originalmente Porta Giuliana en honor al arquitecto que proyectó la muralla, era la puerta de entrada más fuerte y más elaborada, pero también la más baja. La puerta fue restaurada por el Ayuntamiento de Nicosia para devolverle su antiguo esplendor.

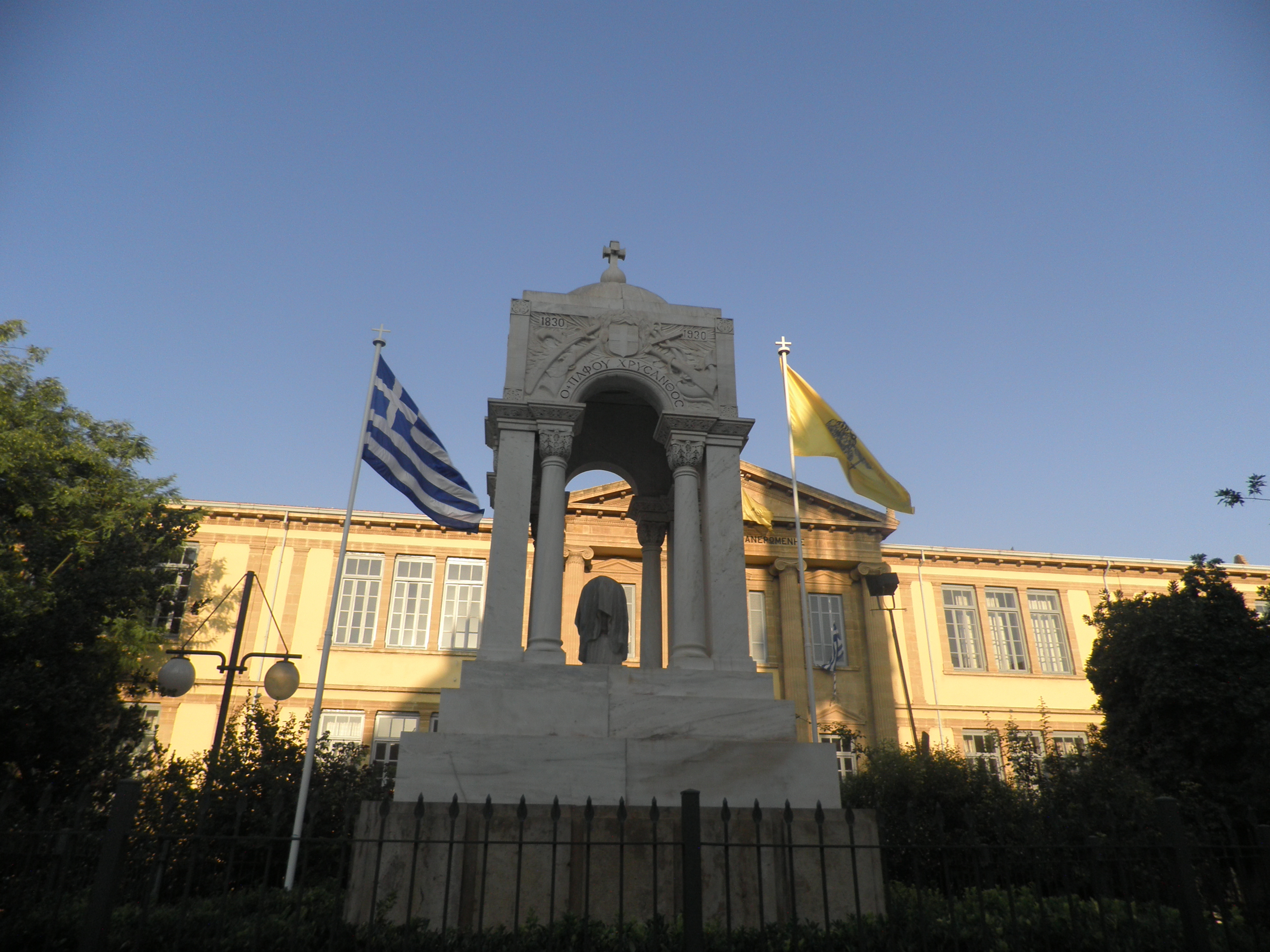
Plaza de Faneromeni: el corazón del casco antiguo de Nicosia.

- Laiki Yitonia: Se trata de un área peatonal que comprende una gran parte del barrio antiguo y que se ha convertido en un ejemplo de la arquitectura urbana de la ciudad y de todo Chipre. Situada en el corazón de la ciudad amurallada, Yitonia es el resultado de la iniciativa de la municipalidad de resaltar el encanto de la ciudad antigua, pues casi todos los edificios han sido restaurados y se han construido algunos nuevos manteniendo los elementos de la arquitectura tradicional de la isla. Abundan pequeñas tabernas familiares de estupenda y cuidada gastronomía.

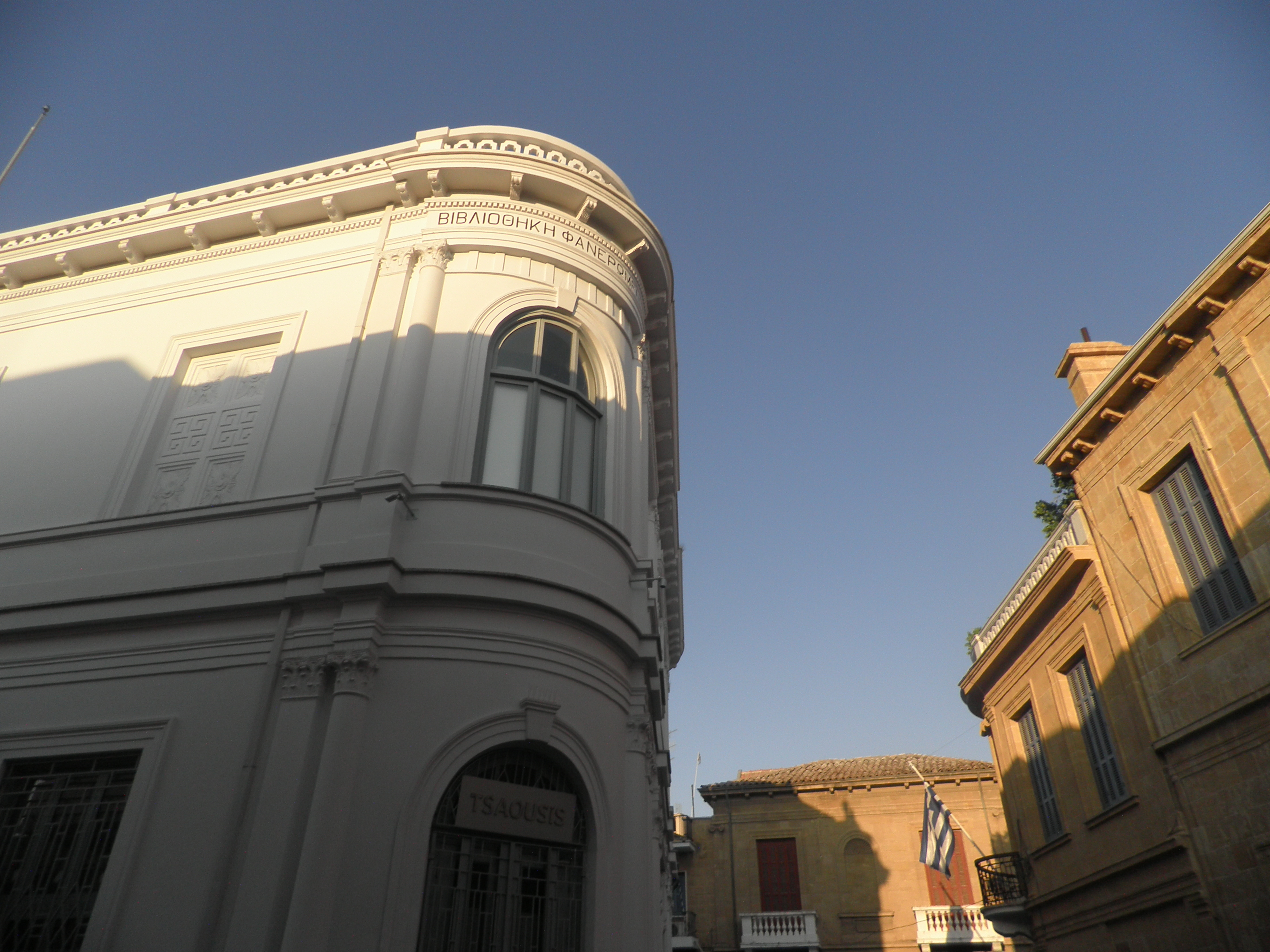
Biblioteca de Faneromeni: Plaza de Faneromeni.

- Iglesia de Faneromeni: Esta iglesia es, sin duda, la más grande de Nicosia en tamaño. El portal de la iglesia está constituido por tres arquivoltas plenas, con finos collarinos e intercolumnios cinceladas con motivos vegetales. Sobre el cierre de los arcos, una sinuosa y saliente moldura abriga la imprescindible cruz elevada por dos niños y flanqueada por pilastras arcaizantes. Coronando este conjunto, una escultura adosada de la Virgen con el Niño, de tipo llamativo, preside la portentosa composición, en la que montones de collarinos encuadran imágenes delicadamente labradas, enaltecidas por peanas y baldaquinos de profusa ornamentación. Finalmente, la portada de la iglesia está acubillada por un fabuloso dosel acairelado, de bóveda nervada, que reposa sobre dos contrafuertes. Su rasgo diferenciador más importante es que posee en su interior un mausoleo donde fueron enterradas las reliquias de los obispos y sacerdotes ejecutados por los otomanos.
- Iglesia de Tripiotis: Esta iglesia es un ejemplo claro del estilo franco bizantino, destacando su rico interior. Posee una rotonda de dieciséis caras que envuelve un núcleo radiante octogonal de dos cuerpos, en los cuales se abre arcos ligeramente apuntados, apoyados en columnas con capiteles de tipo románico-bizantino.
- Monasterio de San Irakleidios: Cuenta la leyenda que a la llegada de San Pablo y San Barnabas, estos fueron guiados por Irakleidios, que más tarde fue Arzobispo de Tamassos, posteriormente martirizado y enterrado en la cueva en la que vivía. En ese mismo lugar, años más tarde comenzó la edificación de este antiguo monasterio.

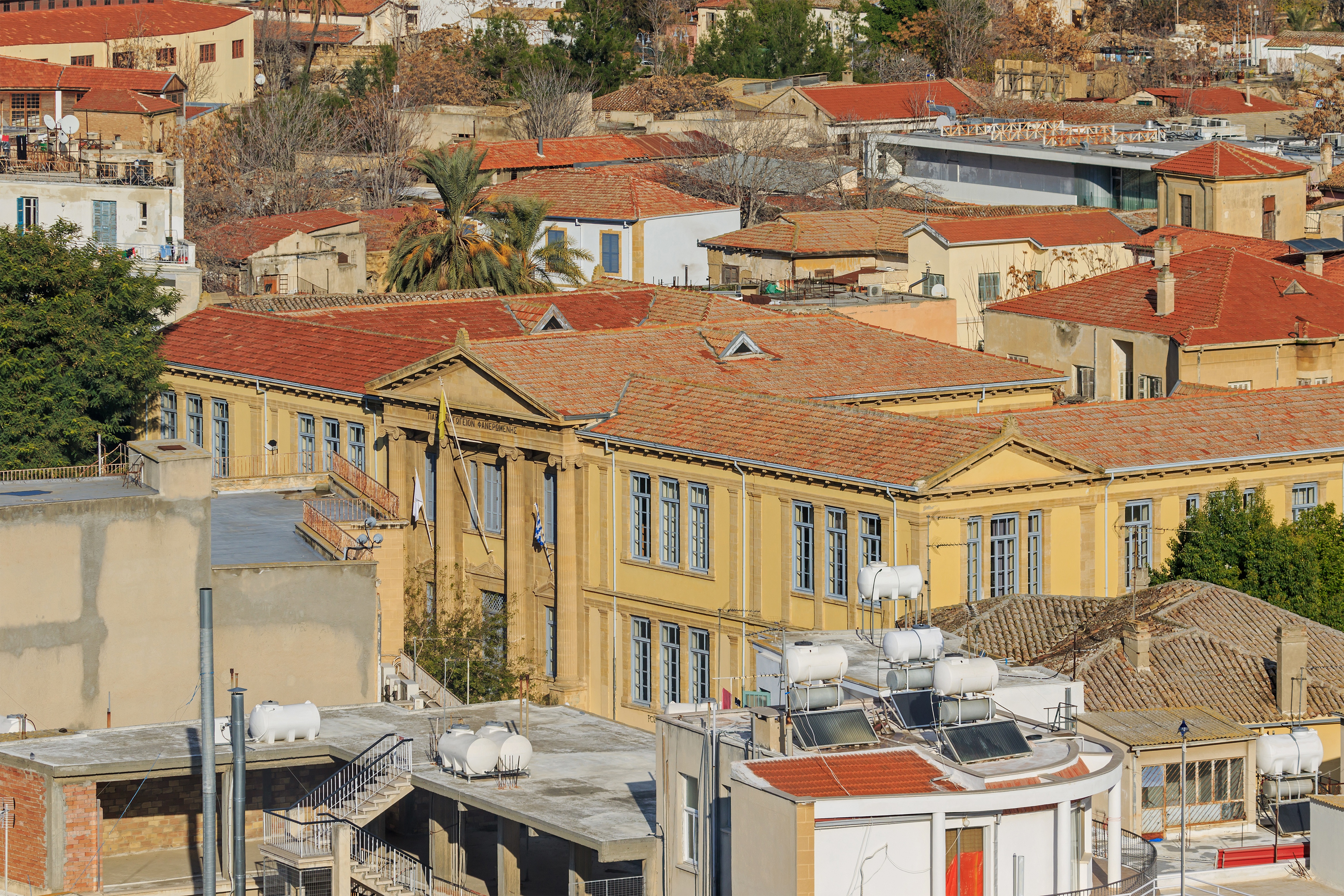
Gimnasio (escuela) de Faneromeni: Plaza de Faneromeni.

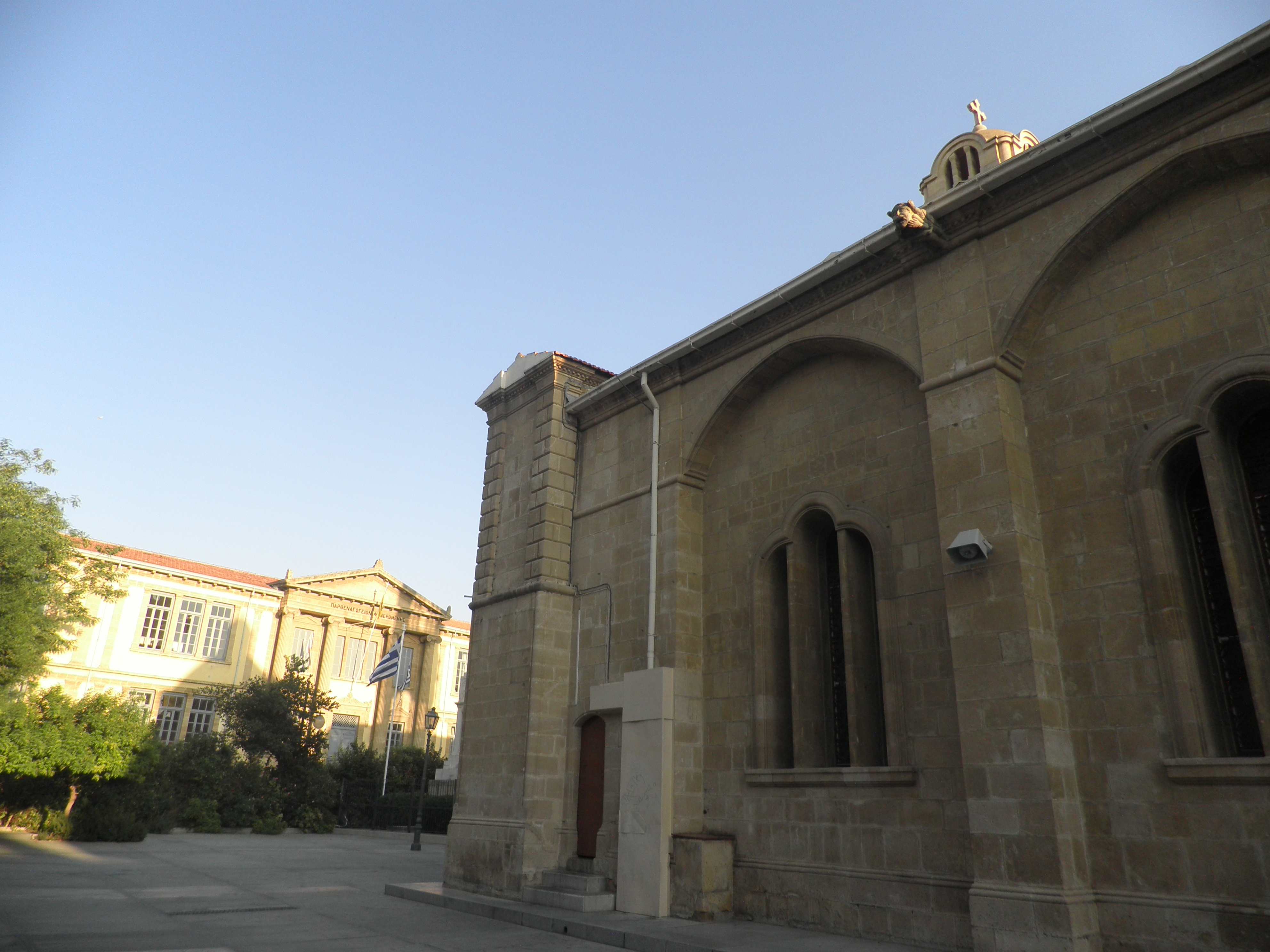
Iglesia y Escuela de Faneromeni.

- Catedral de San Ioannis: Lo que en orígenes fue una pequeña iglesia, construida como lugar de reunión y culto en el siglo XVI, con el paso del tiempo se ha convertido en una de las referencias del cristianismo ortodoxo de la ciudad, ya que ahora es la sede del arzobispado. En el interior del templo destacan sus importantes murales de escenas bíblicas. Por sus proporciones y características, el claustro se inscribe en el largo periodo de transición del estilo románico al gótico en la isla, estando más próximo del primero que del segundo. En sus amplias galerías, robustos arcos formeros, todavía de vuelta perfecta, se asientan sobre ménsulas que también sirven de apoyo a las ojivas.

En cada uno de los flancos del claustro, la arcada que se abre al exterior presenta variaciones, reflejando la evolución de la arquitectura cisterciense a lo largo de las obras del monasterio. Así, en la galería más antigua, la apertura al patio se hace a través de arcos quebrados, que se vuelven trilobulados en tramos posteriores. La arcada doble se asienta en columnas agrupadas con capiletes de variada ornamentación alegórica y vegetal.
- Mezquita de Arab Ahmet: Mezquita que muestra el fiel reflejo de la amplia presencia turca en la isla, este edificio ofrece la posibilidad de entrar en contacto con la cultura árabe y la herencia otomana. Esta mezquita data de 1845, y aunque no es la más antigua ni la de mayor importancia monumental, sí es una de las más bellas y concurridas por los habitantes musulmanes de la isla. Alberga en su interior una de las colecciones más impresionantes de tapices de toda la capital, así como muestras típicas del arte islámico.
- Mezquita Omeriyeh o Antigua Catedral de Santa Sofía: Esta mezquita, situada junto al mercado central, está cargada de connotaciones históricas. Como no podía ser de otra manera en esta ciudad de variadas culturas, esta mezquita tiene un pasado y un origen radicado en las ruinas de una iglesia. El exterior de la misma, de estructura gótica por las restauraciones que sufrió, ostenta el virtuosismo de la hiperbólica y lujuriosa decoración de la época, que albergaba ya la crisálida del Renacimiento. Todo este lugar estaba recorrido por una guirnalda compuesta por las omnipresentes esferas armilares de los reyes de Chipre y cruces de Cristo, ahora ya en el recuerdo, ya que los símbolos musulmanes sustituyeron estratégicamente a cualquier signo cristiano ortodoxo que pudiera quedar de la iglesia original, si bien aún se pueden insinuar los pináculos que coronan los robustos arcobotantes.

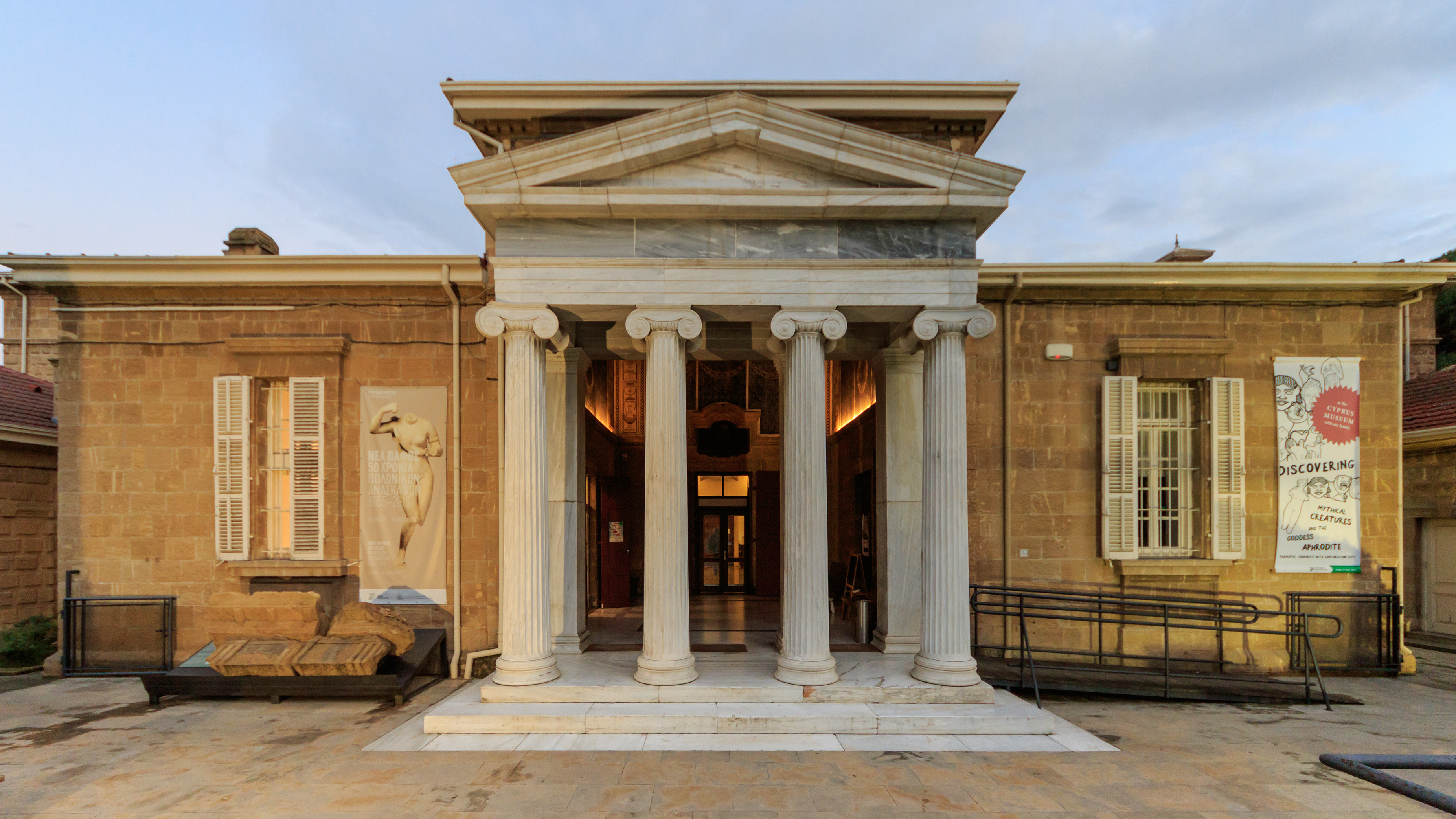
Museo Arqueológico de Chipre.

- Museo Arqueológico de Chipre: Ubicado en un edificio del siglo XVIII, este museo ofrece antigüedades chipriotas que abarcan desde el Neolítico hasta el periodo bizantino. Es sin duda el museo más importante de la isla, albergando numerosas muestras de cerámica, esculturas y joyas, lo que da muestra de la importancia del arte en las sucesivas épocas culturales por las que atravesó la ciudad y la isla. Los mosaicos muestran el paso de la influencia pagana a la cristiana, como la sustitución de los motivos florales y animales por diseños geométricos. En el museo se recogen también muestras de abundantes ruinas de iglesias pintadas con murales e iconos que abarcan estilos del siglo X al siglo XVII, fiel reflejo de lo que en otros tiempos fue un bastón de defensa cristiano ante el vecino Imperio otomano.
- Museo Bizantino y Las Galerías: Así como el Museo de Historia recoge muestras más que valiosas de las diferentes etapas por las que pasó este territorio, el Museo Bizantino se especializa en la parte de la historia en la que toda la isla se vio invadida por el poderoso Imperio bizantino, que dejó huellas de su presencia en multitud de aspectos sociales, culturales y económicos. Ejemplos de toda aquella época son los objetos que recoge el museo, con la colección de iconos más grande de la isla, datados entre el siglo IX y el siglo XVIII, así como importantes óleos, mapas y litografías, si bien estas se encuentran en la parte del museo denominada Las Galerías, dispuesta como si de una exposición de pinturas se tratase, al estilo de cualquier gran galería de arte de la Europa Occidental.
- Museo del Arte Popular: Este espacio recoge una amplia variedad de arte folclórico, como grabados en madera, tapicería, bordados, alfarería, trajes nacionales y textiles hechos a mano. Este tipo de expresión cultural y artística es una parte esencial de la historia de Chipre y de los chipriotas desde los tiempos antiguos, motivo por el que este lugar siempre ha sido famoso y querido entre los habitantes de la isla. Como dato anecdótico, cabe mencionar que en la Ilíada de Homero se hace referencia a un precioso plato que fue envido como regalo del rey de Chipre al rey Agamenón. Además la leyenda dice que la famosa espada de Alejandro Magno fue labrada en Chipre, por lo que el arte popular siempre ha tenido una gran acogida entre los chipriotas. Muchos de los tesoros que han sobrevivido a los siglos están expuestos en el Museo Arqueológico y en el Museo Folclórico de Nicosia.
- Edificio del Ayuntamiento: Las primeras dependencias del ayuntamiento estaban situadas en la Plaza del Ayuntamiento (Plateia Dimarcheiou), donde actualmente se sitúa el mercado municipal. En 1944, las oficinas fueron transferidas al edificio que albergaba el cabaret Luna Park, en plena zona del bastión D'avila, tomándose en 1952 la decisión de establecer este emplazamiento como lugar permanente del ayuntamiento dada la profunda remodelación a la que había sido sometido el edificio. No obstante, en los últimos años del siglo XX, se decidió que el ayuntamiento desplazase sus dependencias a una zona más allá de los muros, en una zona totalmente dedicada a la administración. Las obras del moderno ayuntamiento comenzaron en 2001, si bien sufrieron un retraso por el hallazgo de unos restos medievales y de otros restos arqueológicos importantes. Después de rescatar estos restos y trasladarlos al Museo de Historia de la capital, el moderno edificio planteado por el arquitecto canadiense Johann Prochnow se pudo llevar a cabo, siendo en la actualidad el edificio más moderno de toda la capital.
- Casa de Hadjigeorgakis Kornesios: Se trata de un importante edificio, originalmente veneciano, donde en la actualidad se encuentra el Museo Etnográfico de Chipre. Conserva aún el nombre del propietario original de este palacio, Hadjigeorgakis Kornesios, un hombre de negocios que amasó su fortuna en la isla a base de exportaciones de ricas sedas y especias. En este edificio de la zona monumental está expuesta una pequeña y variada colección de obras ligadas a la historia y a los bienes de la casa nobiliaria de este personaje, en la cual se destacan varias esculturas de bronce de la escuela chipriota de artistas medievales, una imagen gótica de la Virgen y el Niño en piedra, un retrato ecuestre de la autoría del pintor Pierre Antoine Quillard, y piezas muy raras de armería del siglo XIV.

## Economía

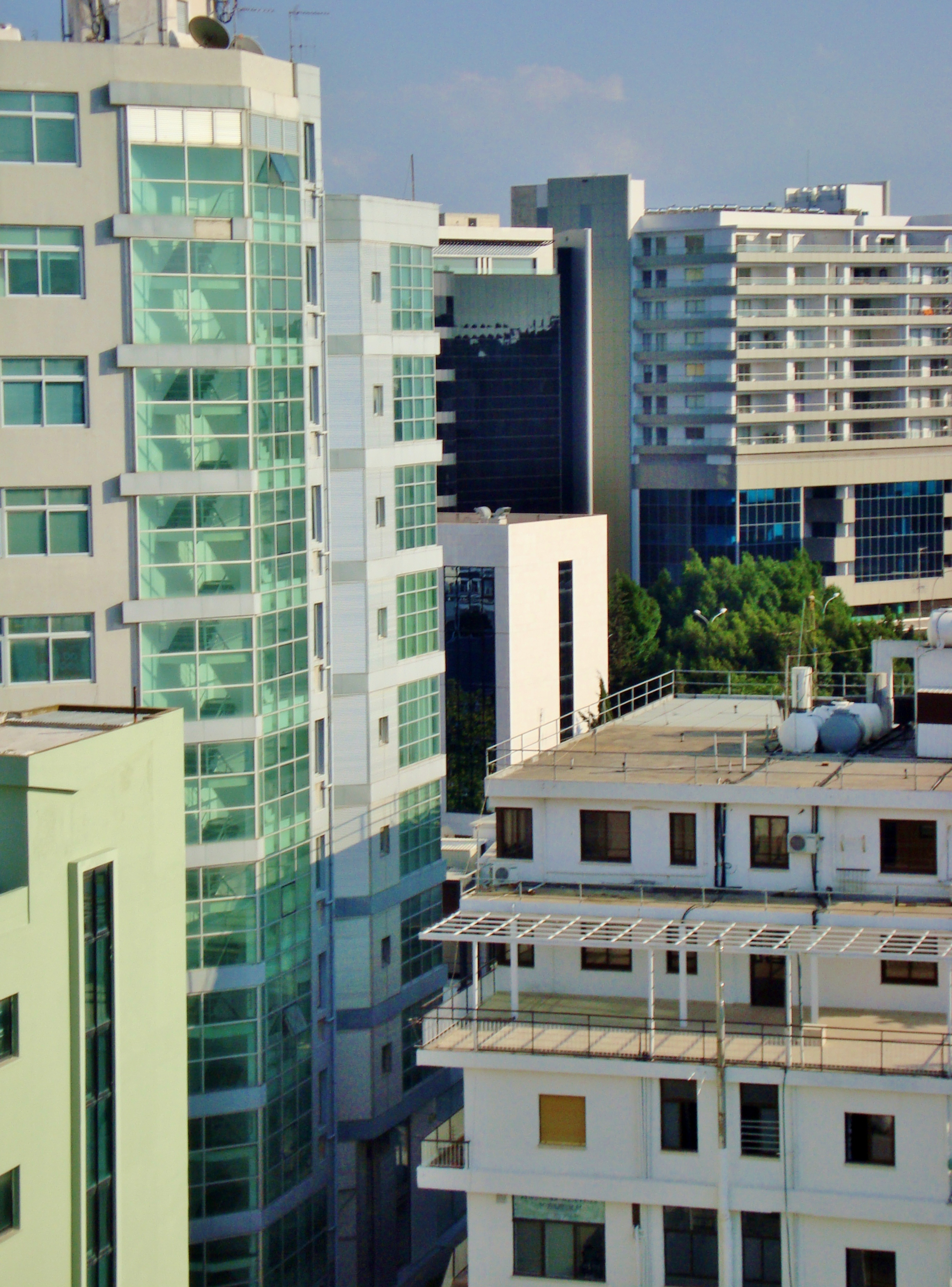
Avenida Makariou- el corazón de la ciudad moderna

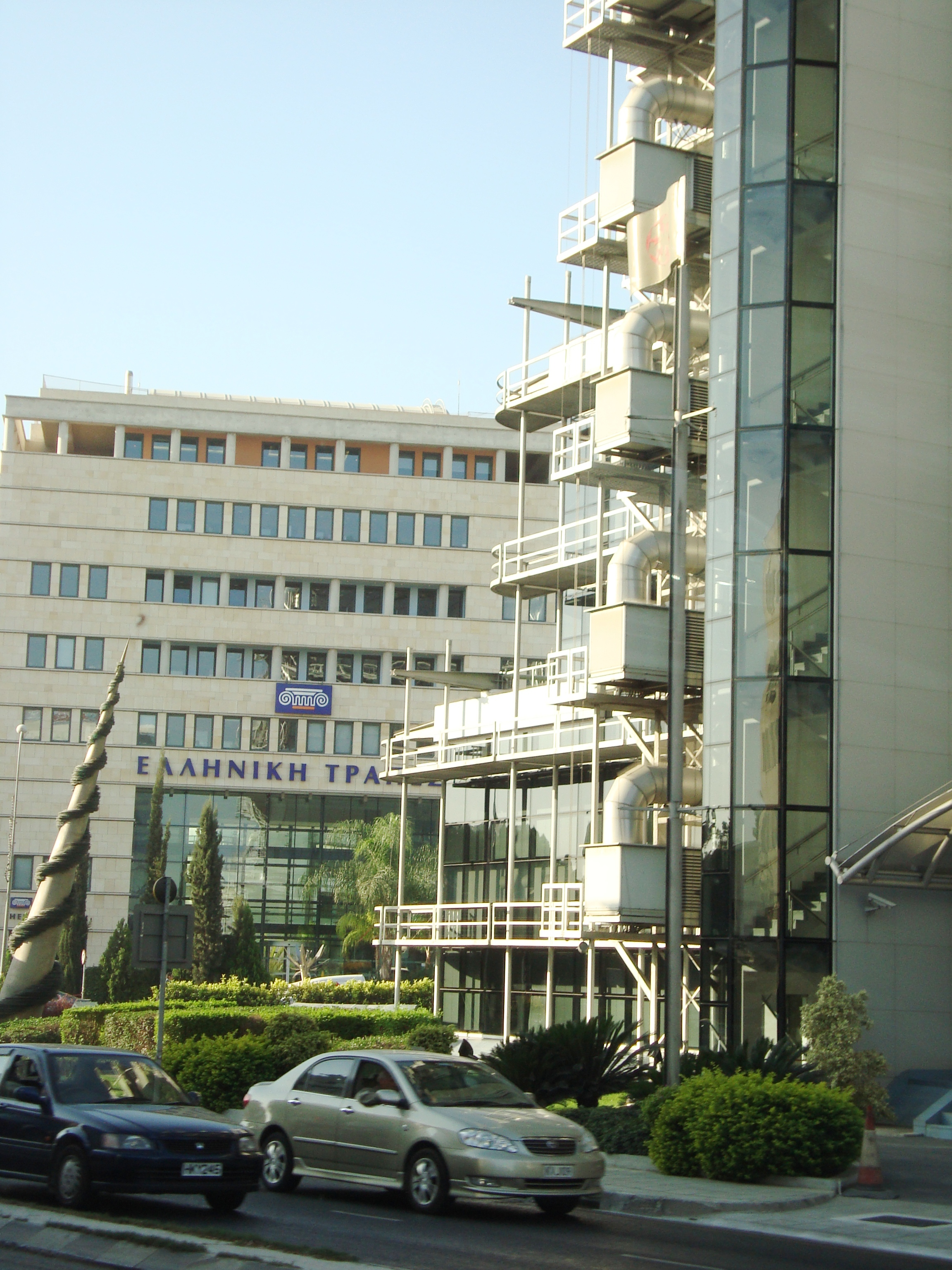
Banco Hellénico (izquierda) y Banco Marfin Popular (derecha) en la entrada de Nicosia

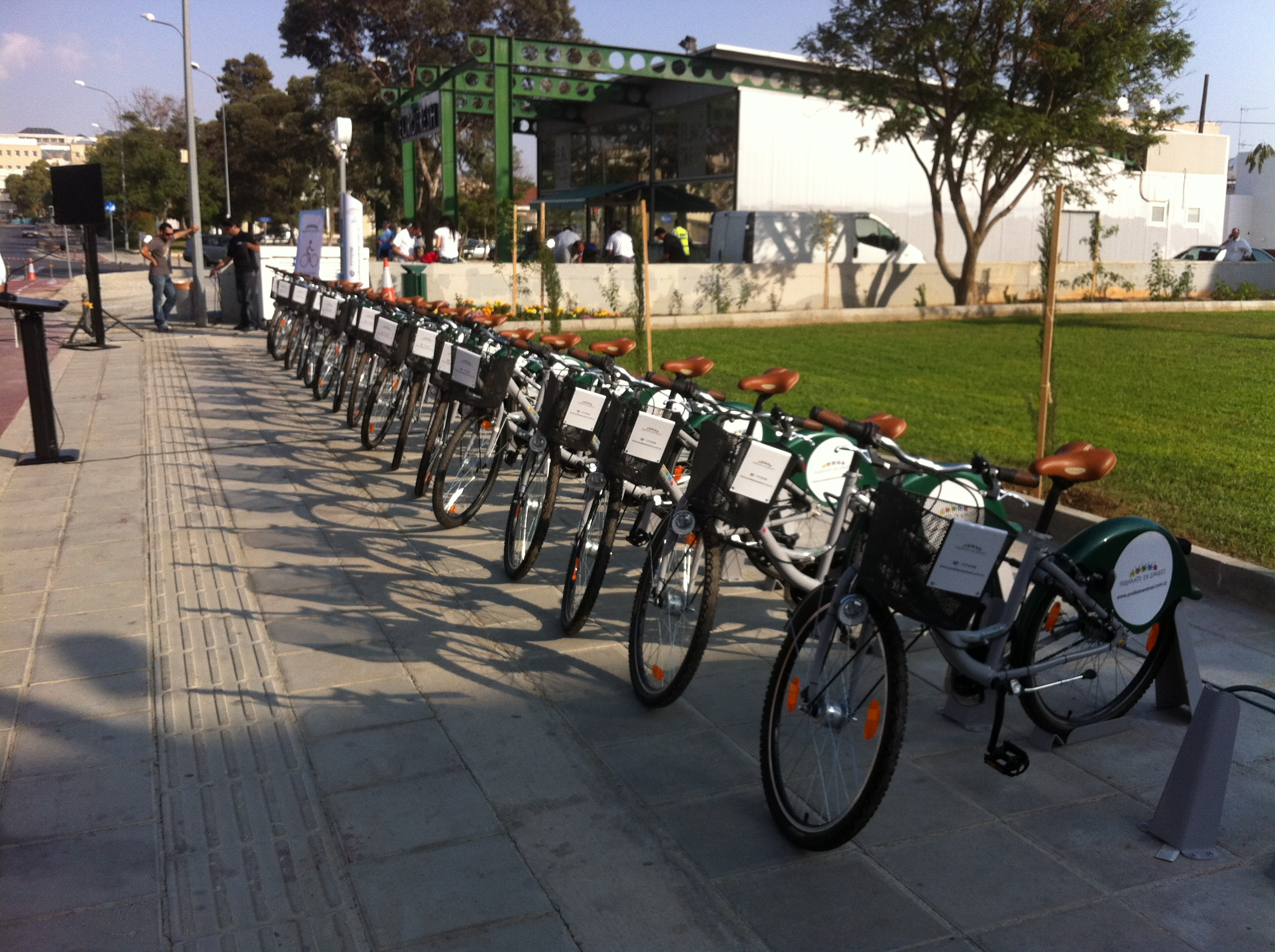
Sistema de bicicletas compartidas Bike in Action

Nicosia es el centro financiero, administrativo y educativo de la República de Chipre y uno de los centros económicos y financieros más importantes del Mediterráneo oriental.
En la ciudad se encuentran las sedes de todos los Bancos Chipriotas como el Banco Marfin Popular, Banco de Chipre (en griego moderno, Τράπεζα της Κύπρου), Banco Helénicο (en griego moderno, Ελληνική Τράπεζα) y el Banco Central de Chipre (en griego moderno, Κεντρική Τράπεζα της Κύπρου).
En Nicosia también se ubican grandes empresas de auditoría, fiscales y de asesoramiento legal como PWC, Deloitte, KPMG y Ernst & Young. 
Según un estudio reciente de UBS (agosto de 2011), en términos de poder de paridad adquisitivo Nicosia es la ciudad más rica del Mediterráneo y la décima del mundo en 2011.

## Educación

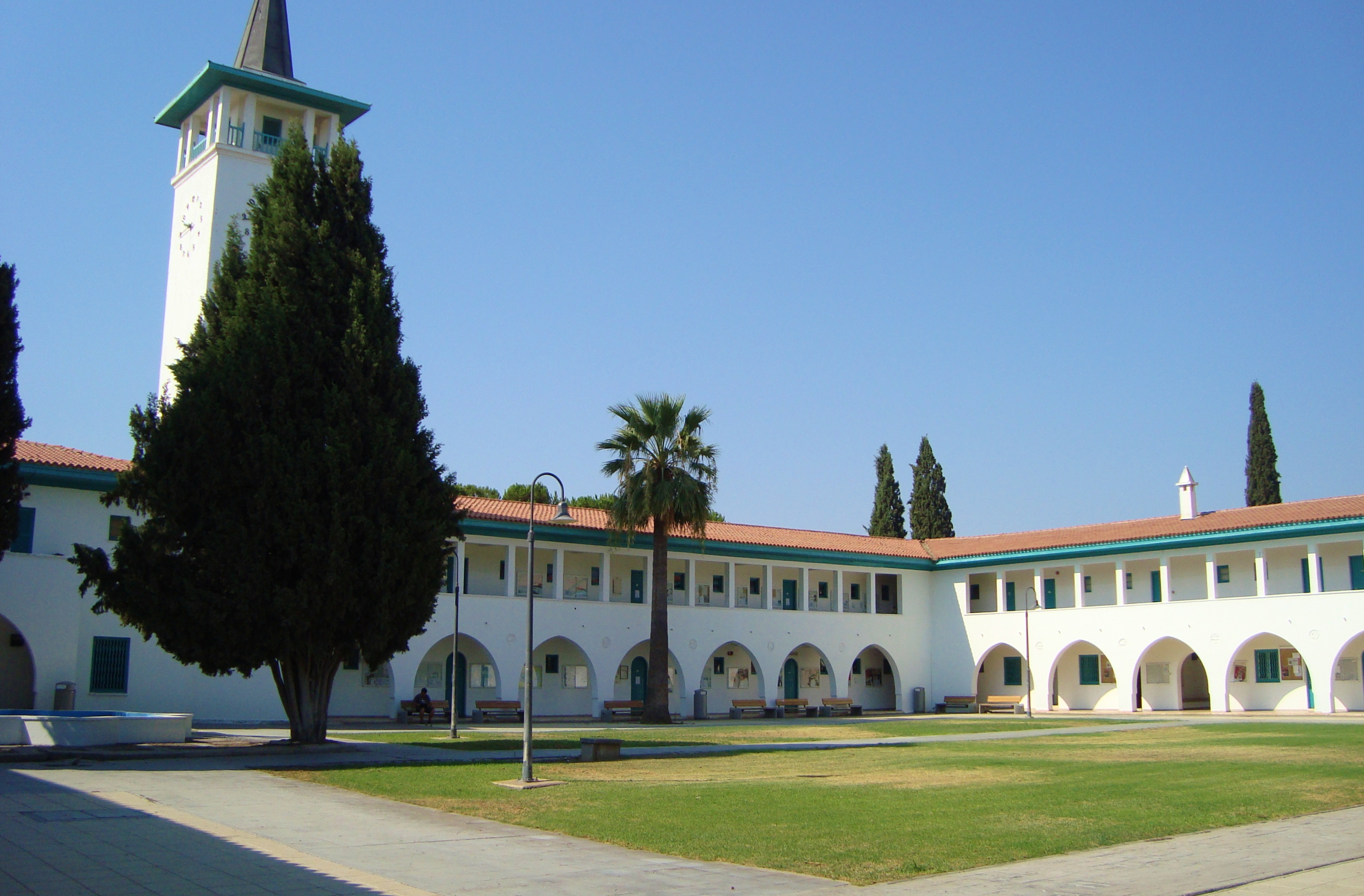
Vista del campus principal de la Universidad de Chipre.

La ciudad de Nicosia cuenta con establecimientos de educación superior públicos y privados, a ambos lados de la Línea Verde. Estos pueden clasificarse en instituciones universitarias y no universitarias. 
Las primeras ofrecen los grados de licenciatura, magíster y doctorado, entre las cuales se pueden contar a la Universidad de Chipre, Universidad de Nicosia, Universidad Frederick, Universidad Abierta de Chipre, Universidad Europea de Chipre.
La Universidad de Chipre fue fundada en 1989 y el ingreso de los primeros estudiantes fue en 1992. Tenía aproximadamente 5.300 estudiantes en el periodo 2007-2008, repartidos en seis facultades. 
La Universidad de Chipre junto con la Universidad Abierta de Chipre y la Universidad de Tecnología de Chipre (ubicada en Limassol) son las únicas tres universidades públicas de la República de Chipre.

## Geografía física
La ciudad de Nicosia se ubica en el distrito de Nicosia, aproximadamente en el centro de la isla de Chipre. Se localiza en el valle de Mesaoria o Mesarya, el cual está delimitado por el norte por la cadena montañosa de Kyneria –también llamada montañas Besparmak- y por el sur por las montañas de Troodos; de orientación este a oeste, está formado por depósitos sedimentarios de origen fluvial y alcanza poca altura, alrededor de 180 m s. n. m. en Nicosia.

### Clima
| Parámetros climáticos promedio de Nicosia (Athalassa) | Parámetros climáticos promedio de Nicosia (Athalassa) | Parámetros climáticos promedio de Nicosia (Athalassa) | Parámetros climáticos promedio de Nicosia (Athalassa) | Parámetros climáticos promedio de Nicosia (Athalassa) | Parámetros climáticos promedio de Nicosia (Athalassa) | Parámetros climáticos promedio de Nicosia (Athalassa) | Parámetros climáticos promedio de Nicosia (Athalassa) | Parámetros climáticos promedio de Nicosia (Athalassa) | Parámetros climáticos promedio de Nicosia (Athalassa) | Parámetros climáticos promedio de Nicosia (Athalassa) | Parámetros climáticos promedio de Nicosia (Athalassa) | Parámetros climáticos promedio de Nicosia (Athalassa) | Parámetros climáticos promedio de Nicosia (Athalassa) |
| Mes                                                   | Ene.                                                  | Feb.                                                  | Mar.                                                  | Abr.                                                  | May.                                                  | Jun.                                                  | Jul.                                                  | Ago.                                                  | Sep.                                                  | Oct.                                                  | Nov.                                                  | Dic.                                                  | Anual                                                 |
| ----------------------------------------------------- | ----------------------------------------------------- | ----------------------------------------------------- | ----------------------------------------------------- | ----------------------------------------------------- | ----------------------------------------------------- | ----------------------------------------------------- | ----------------------------------------------------- | ----------------------------------------------------- | ----------------------------------------------------- | ----------------------------------------------------- | ----------------------------------------------------- | ----------------------------------------------------- | ----------------------------------------------------- |
| Temp. máx. media (°C)                                 | 15.5                                                  | 15.9                                                  | 19.2                                                  | 24.3                                                  | 29.7                                                  | 34.3                                                  | 37.2                                                  | 36.9                                                  | 33.5                                                  | 29.0                                                  | 22.1                                                  | 17.0                                                  | 26.2                                                  |
| Temp. media (°C)                                      | 10.6                                                  | 10.6                                                  | 13.1                                                  | 17.1                                                  | 22.3                                                  | 26.9                                                  | 29.7                                                  | 29.4                                                  | 26.2                                                  | 22.3                                                  | 16.3                                                  | 12.0                                                  | 19.7                                                  |
| Temp. mín. media (°C)                                 | 5.7                                                   | 5.2                                                   | 7.0                                                   | 10.2                                                  | 14.8                                                  | 19.4                                                  | 22.2                                                  | 21.9                                                  | 18.8                                                  | 15.6                                                  | 10.4                                                  | 7.1                                                   | 13.2                                                  |
| Precipitación total (mm)                              | 54.7                                                  | 41.6                                                  | 28.3                                                  | 19.9                                                  | 23.5                                                  | 17.6                                                  | 5.8                                                   | 1.3                                                   | 11.7                                                  | 17.4                                                  | 54.6                                                  | 65.8                                                  | 342.2                                                 |
| Días de precipitaciones (≥ 1 mm)                      | 7.3                                                   | 6.5                                                   | 5.4                                                   | 3.5                                                   | 2.7                                                   | 1.3                                                   | 0.5                                                   | 0.1                                                   | 0.6                                                   | 2.8                                                   | 4.7                                                   | 7.7                                                   | 43.1                                                  |
| Horas de sol                                          | 182.9                                                 | 200.1                                                 | 238.7                                                 | 267.0                                                 | 331.7                                                 | 369.0                                                 | 387.5                                                 | 365.8                                                 | 312.0                                                 | 275.9                                                 | 213.0                                                 | 170.5                                                 | 3314.1                                                |
| Fuente: Meteorological Service (Cyprus)               |                                                       |                                                       |                                                       |                                                       |                                                       |                                                       |                                                       |                                                       |                                                       |                                                       |                                                       |                                                       |                                                       |

## Deportes
La ciudad de Nicosia cuenta con un estadio de fútbol, el Estadio GSP, con capacidad para más de 22,000 espectadores. En este estadio de fútbol juegan los equipos locales APOEL Nicosia, Olympiakos Nicosia FC y AC Omonia.
En baloncesto destacan equipos locales como Achilleas, APOEL BC y Omonia BC.

## Ciudades hermanadas
Las ciudades hermanadas con Nicosia son las siguientes:
- Schwerin, Alemania desde 1974.
- Atenas, Grecia desde 1988.
- Odesa, Ucrania desde 1996.
- Shiraz, Irán desde 1999.
- Bucarest, Rumania desde 2004.
- Shanghái, China desde 2004.
- Ciudad de México, México desde 2013.
- Ciudad López Mateos, México desde 2014.

## Galería

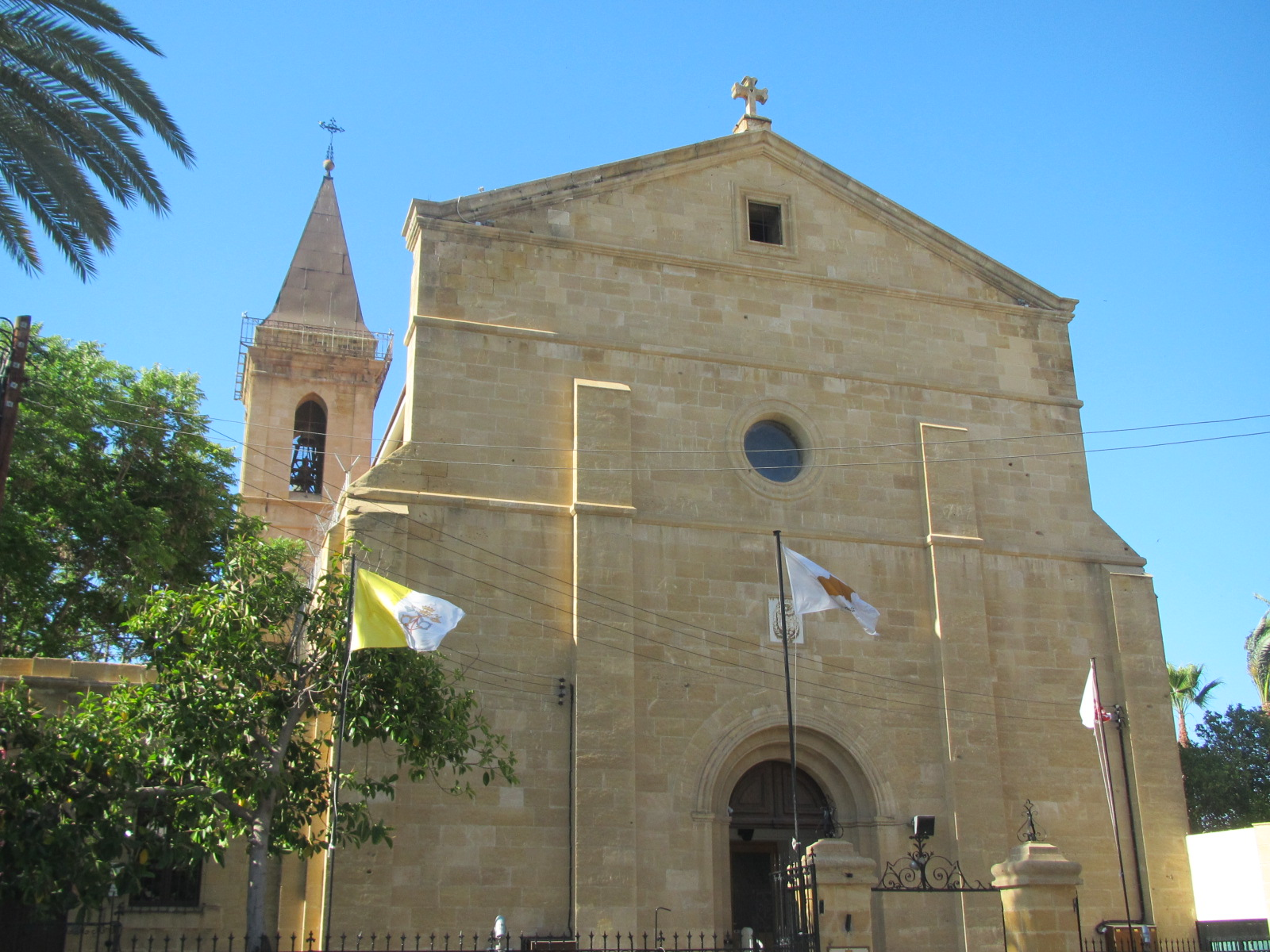
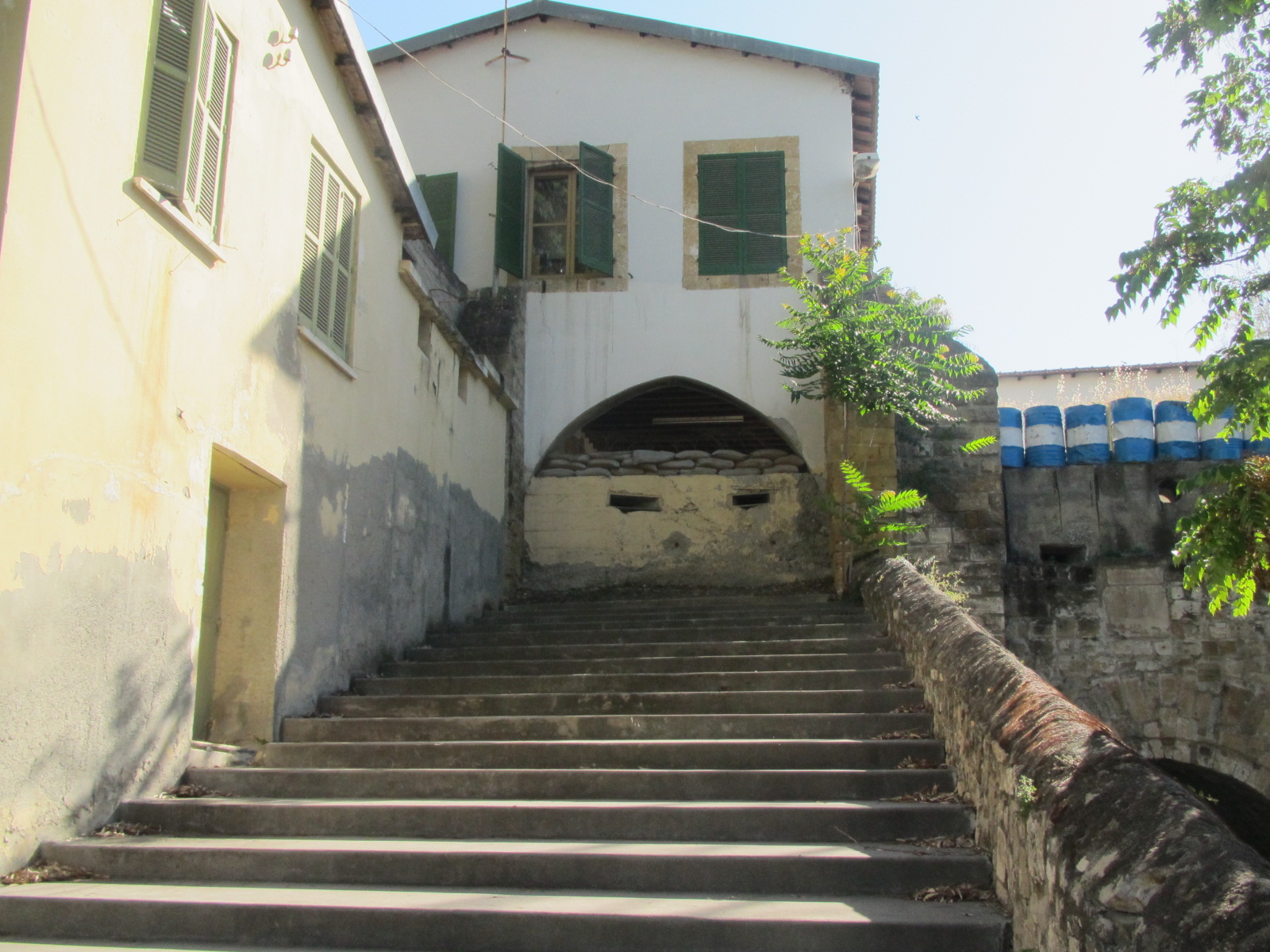
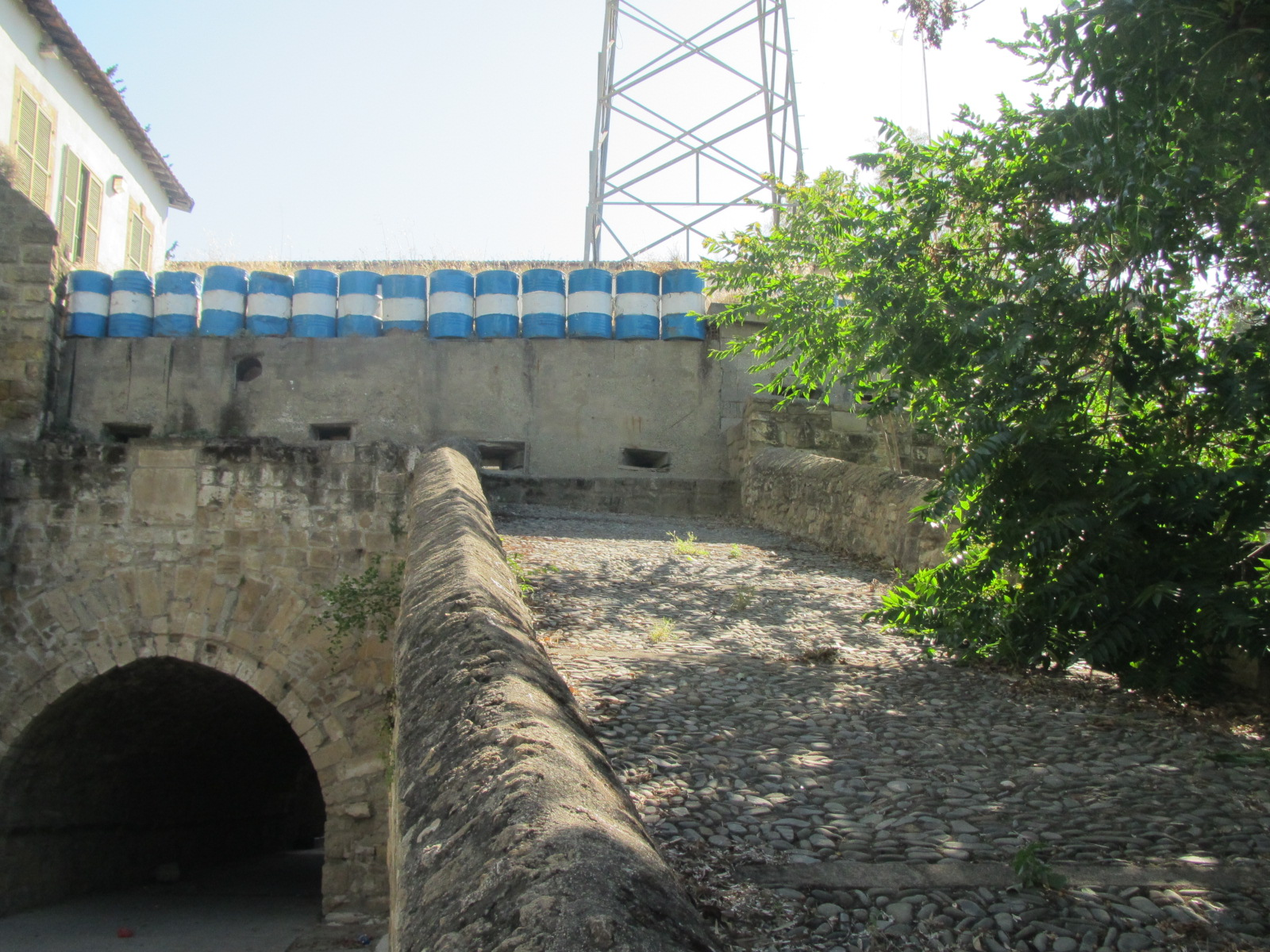
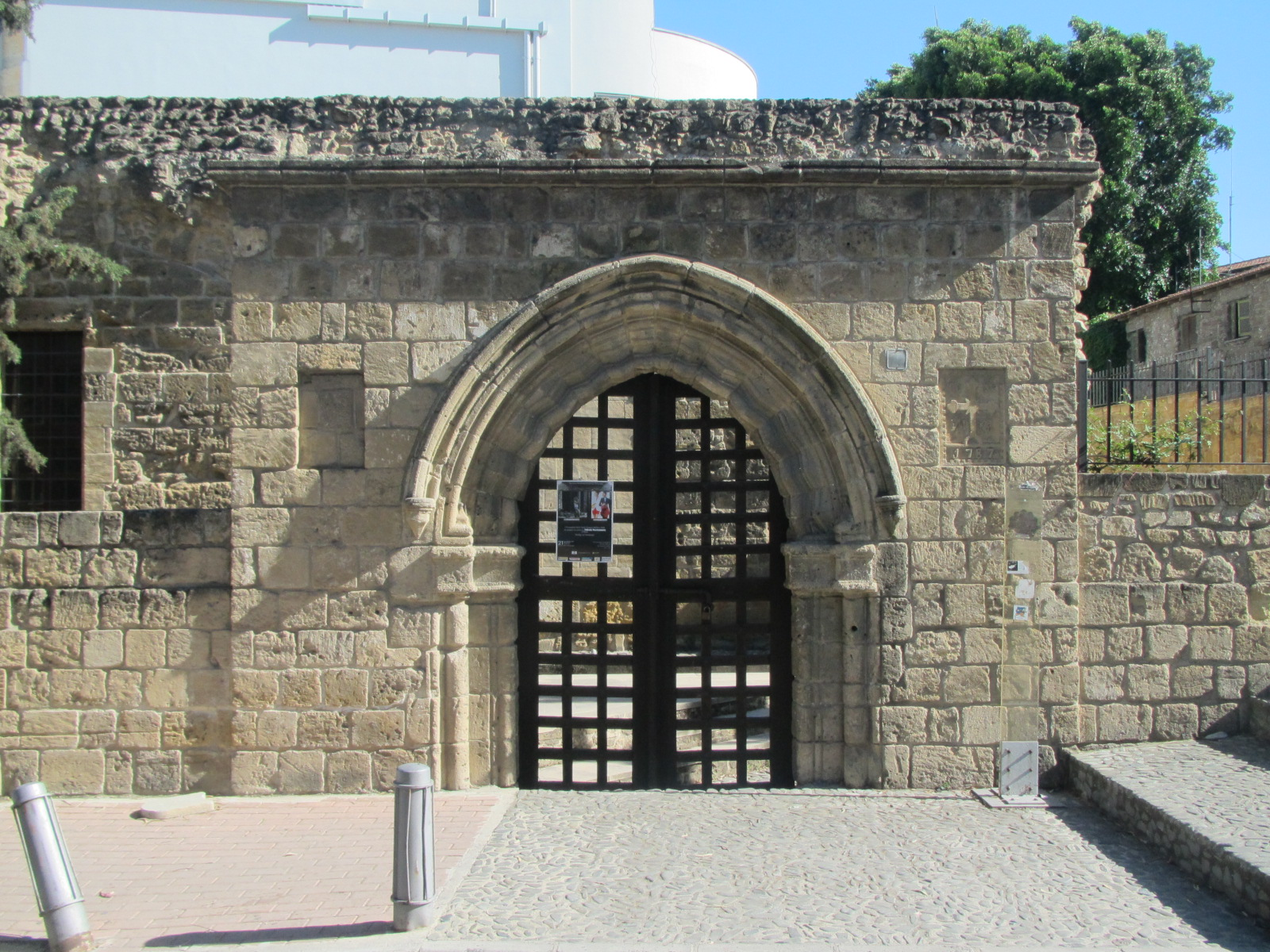
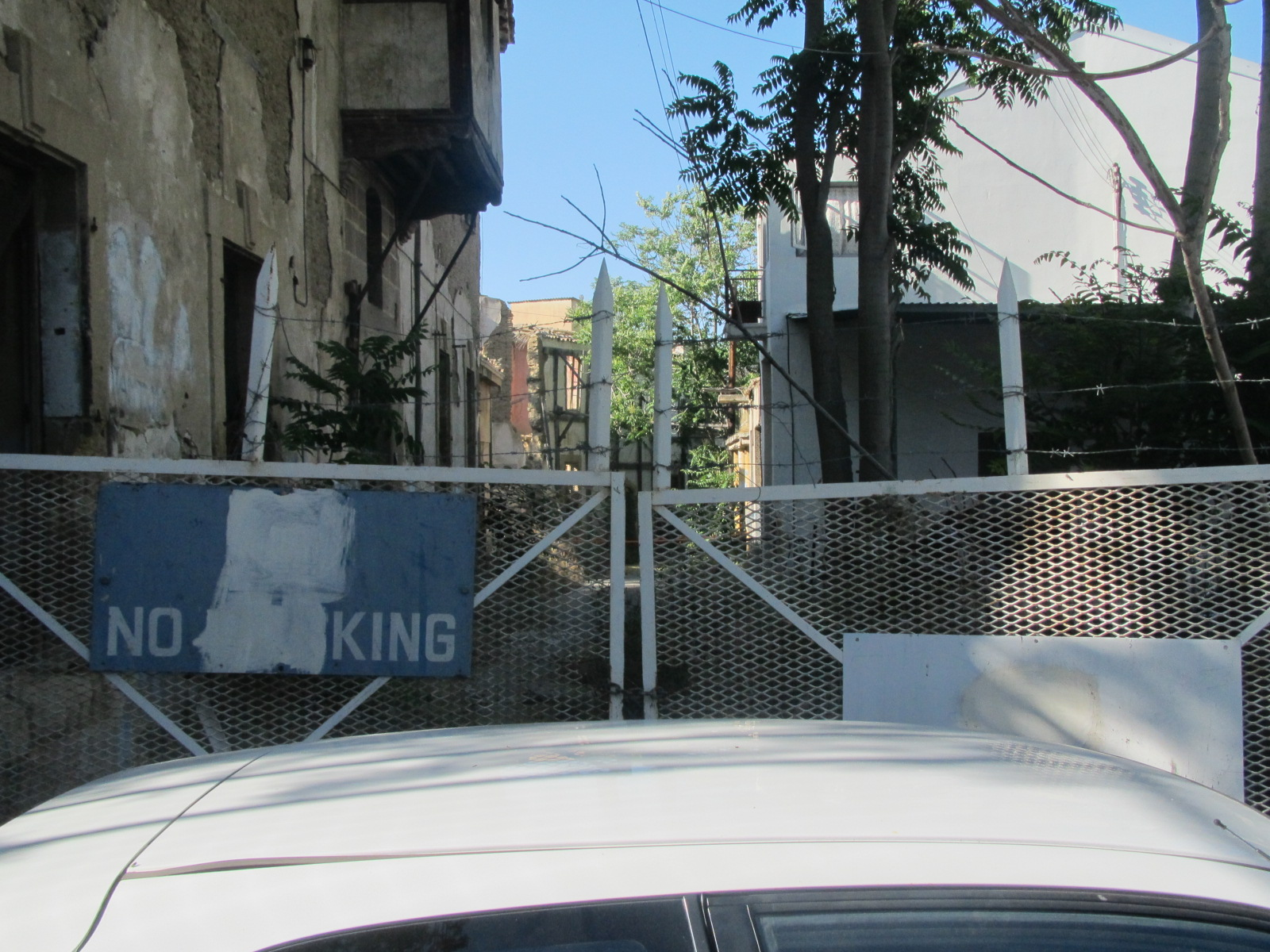
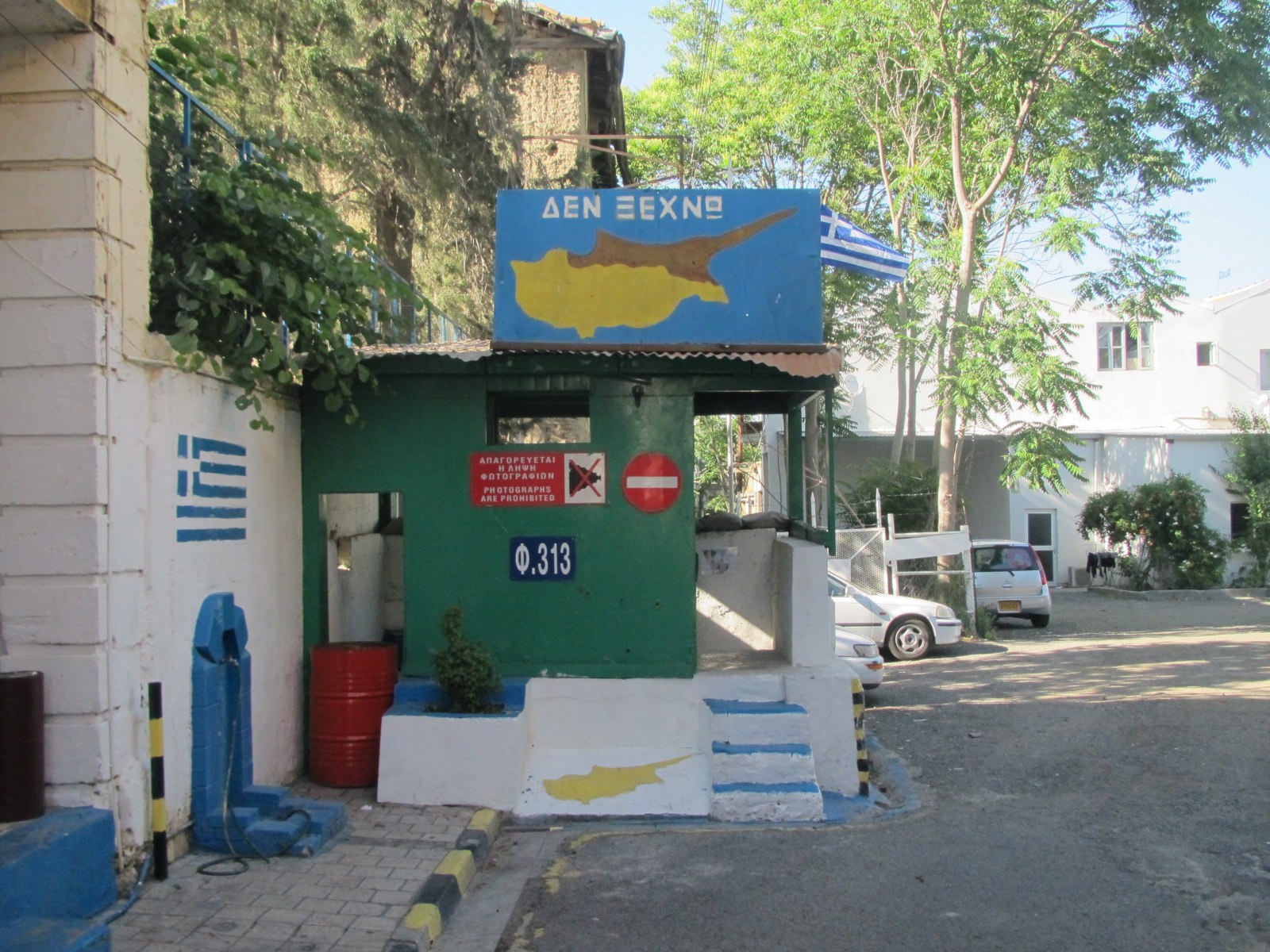
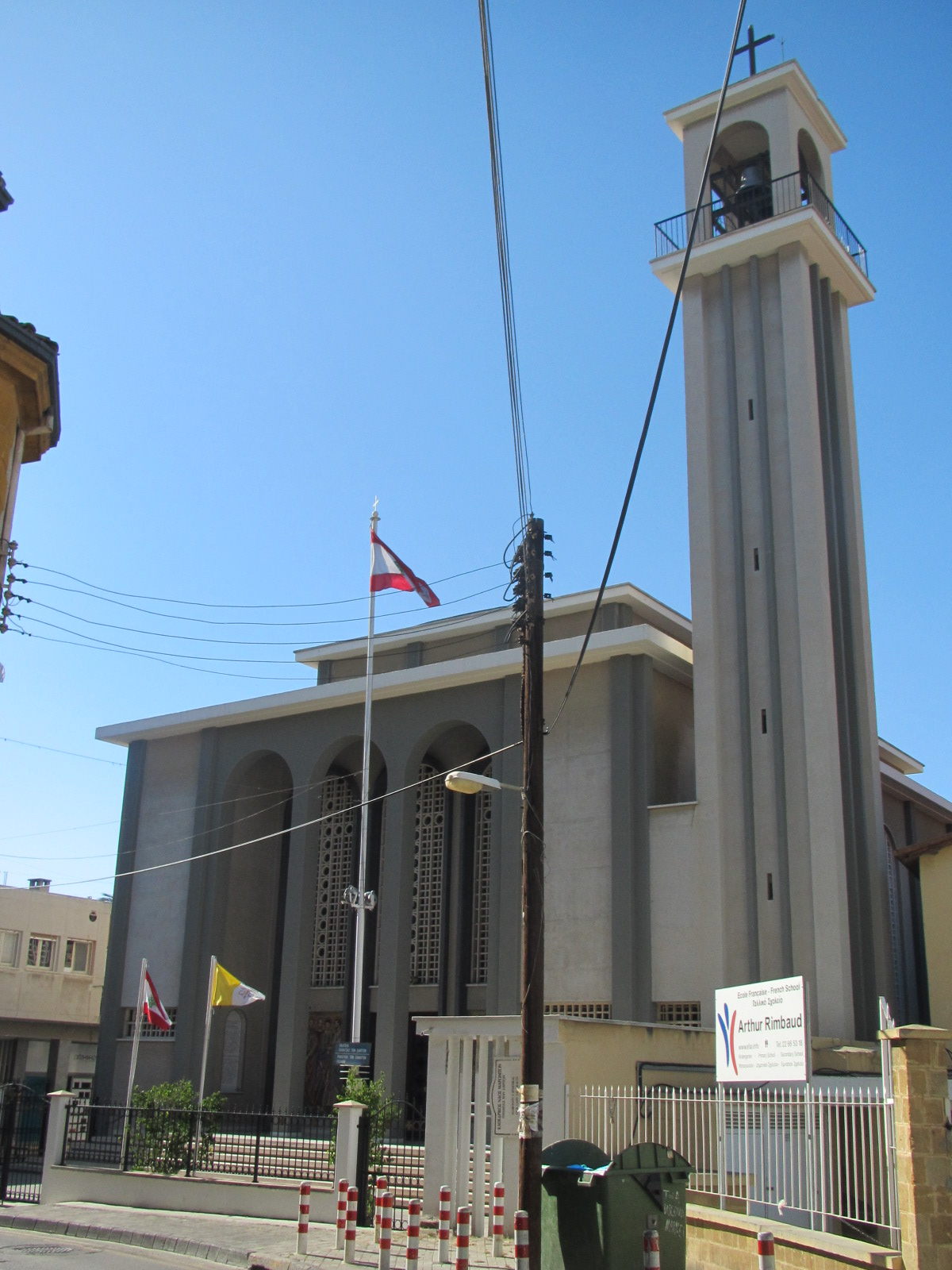
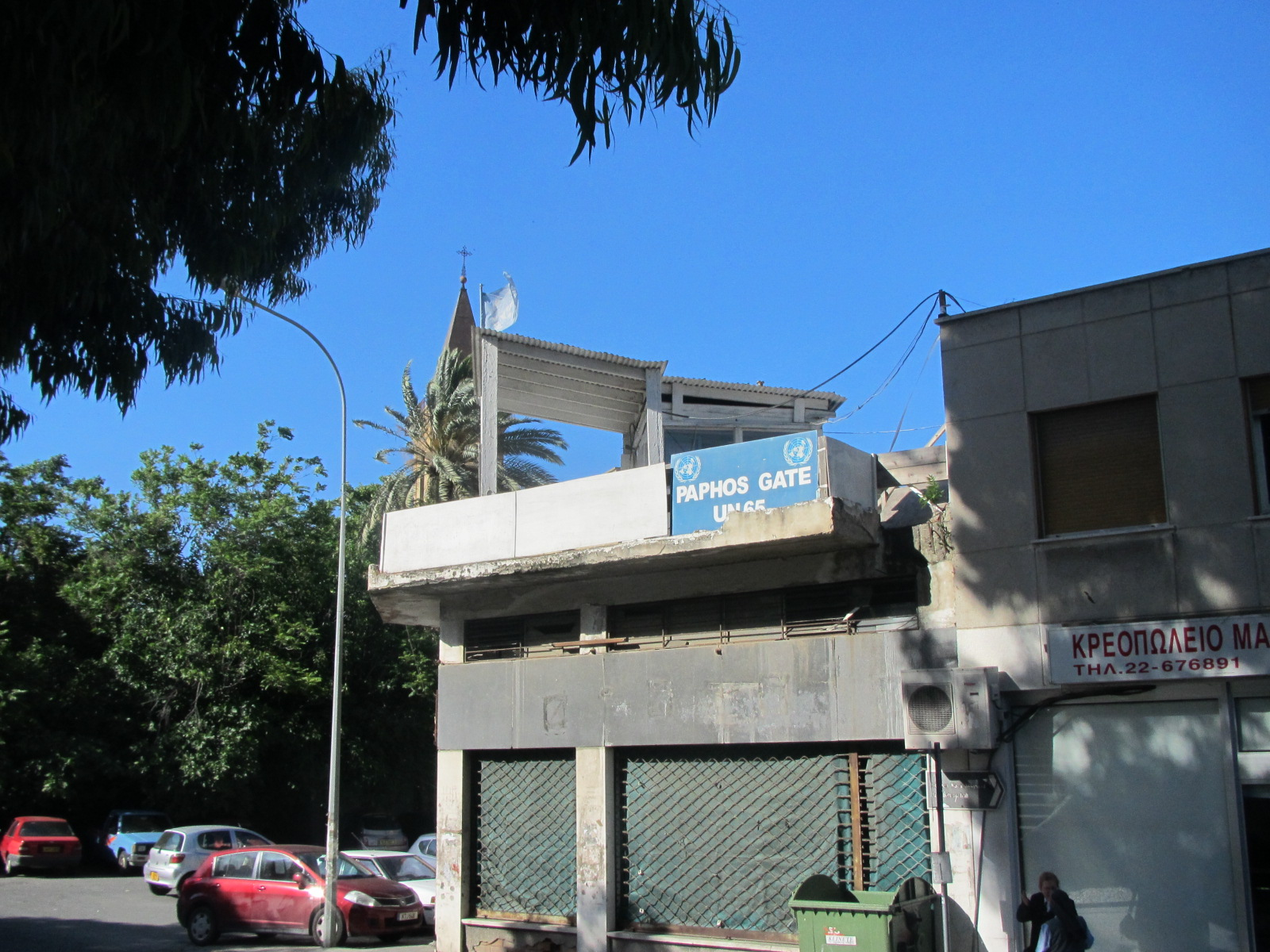
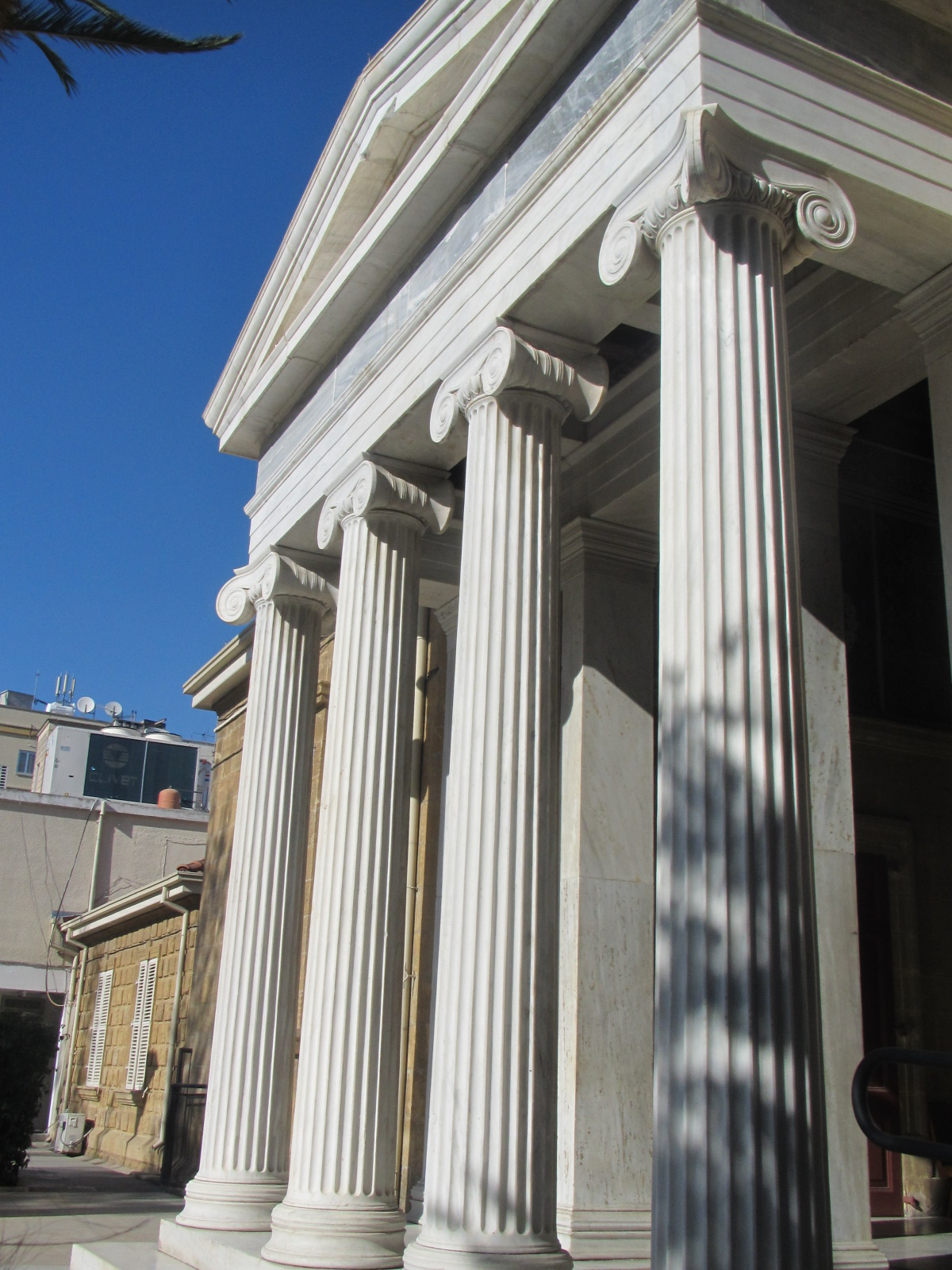
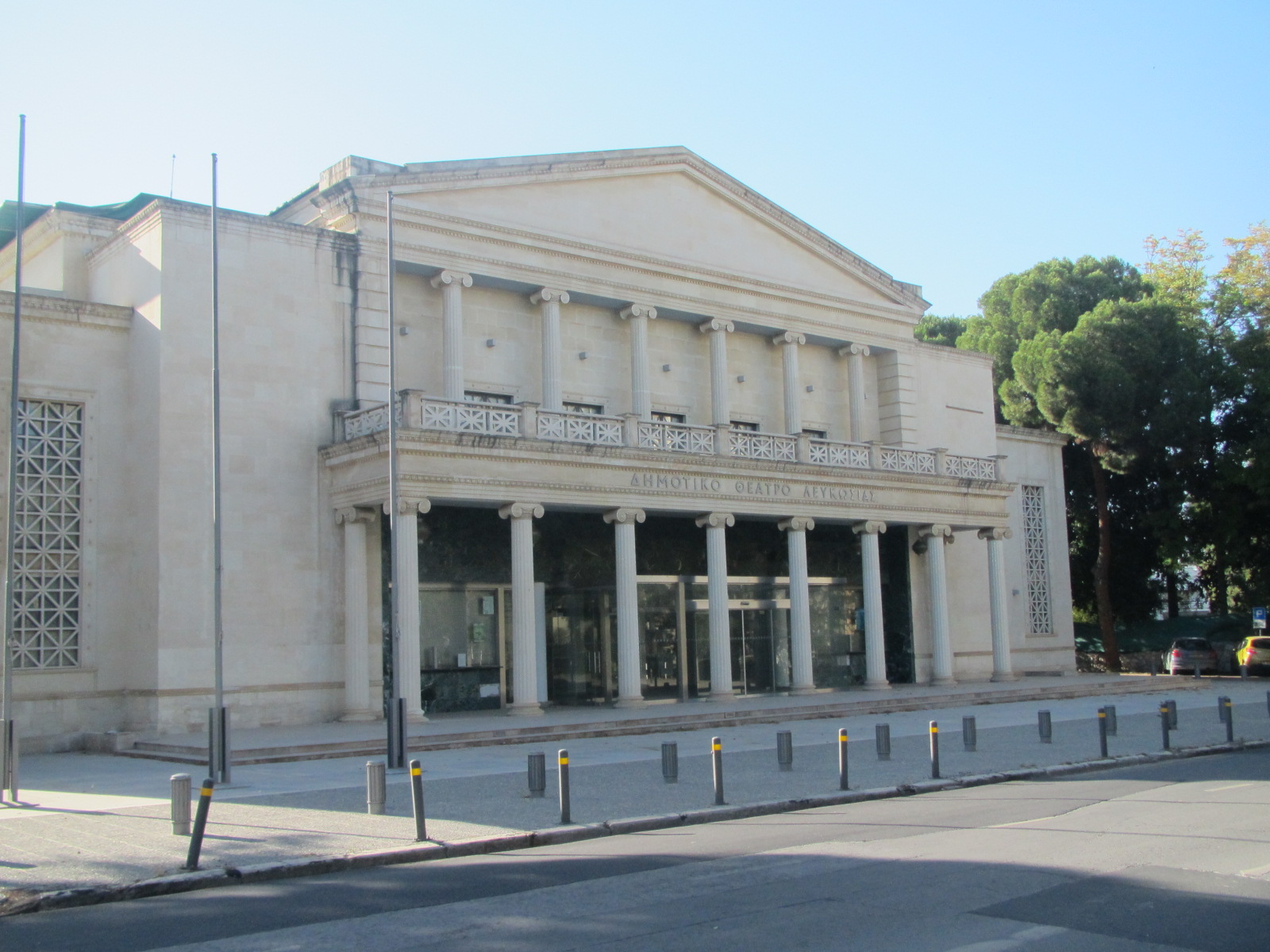
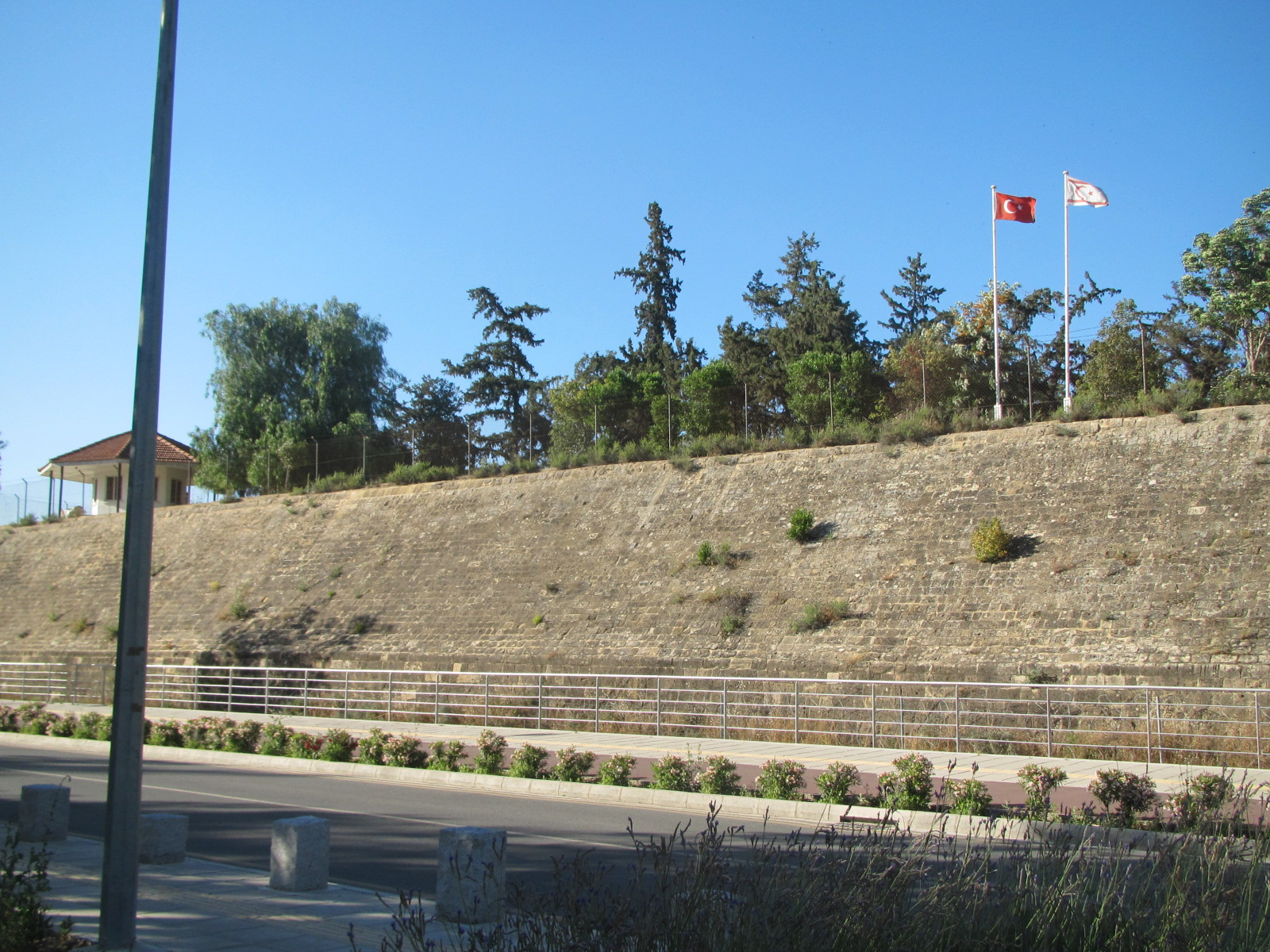
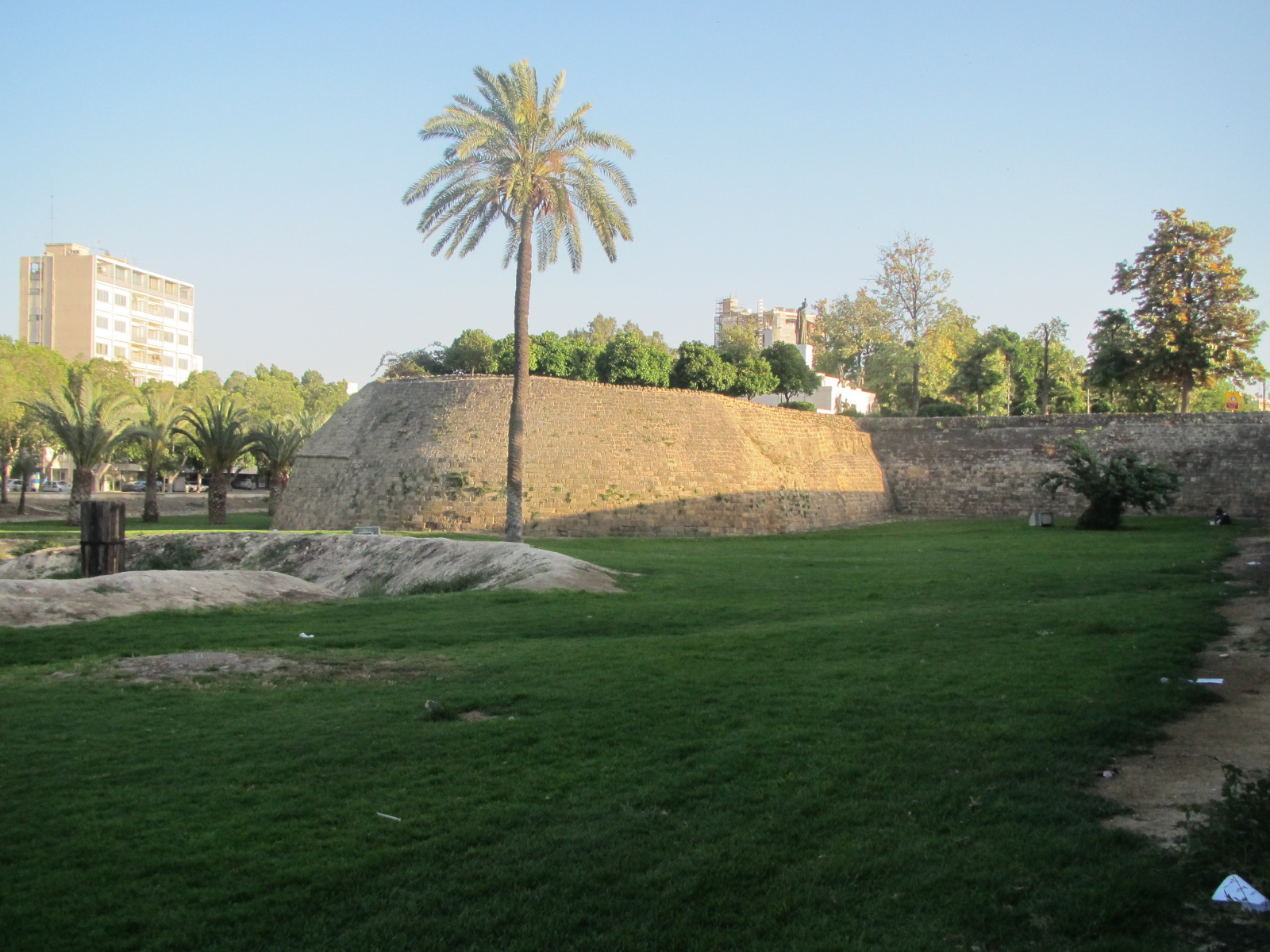